# Гегард
Гега́рд (арм. Գեղարդ, Gełard, дословно — «копьё»), также употребляется старое название Айриванк («пещерный монастырь»), реже Геха́рд — монастырский комплекс, уникальное архитектурное сооружение в Котайкской области, Армения. Расположен в ущелье горной реки Гохт (правый приток реки Азат), примерно в 40 км к юго-востоку от Еревана. Внесён ЮНЕСКО в список объектов Всемирного культурного наследия.
Более полное название — Гегардава́нк (арм. Գեղարդավանք, Gełardavankʿ), дословно — «монастырь копья». Название монастырского комплекса происходит от копья Лонгина (армянское копьё), которым пронзили тело Иисуса Христа на Кресте и которое, как утверждается, привёз в Армению Апостол Фаддей в числе многих других реликвий. Сейчас копьё выставлено в музее Эчмиадзина.
Окружающие монастырь утёсы являются частью ущелья реки Гохт, которое также включено в список Всемирного культурного наследия ЮНЕСКО. Часть храмов монастырского комплекса полностью выдолблены внутри скал, в то время как другие являются сложными сооружениями, состоящими как из обнесённых стенами помещений, так и комнат, выдолбленных глубоко внутри утёса. На территории монастырского комплекса имеются многочисленные вырезанные на каменных стенах и отдельно стоящие хачкары — традиционные армянские каменные памятные стелы с крестами. Гегард является одним из наиболее часто посещаемых туристами мест в Армении.

## История

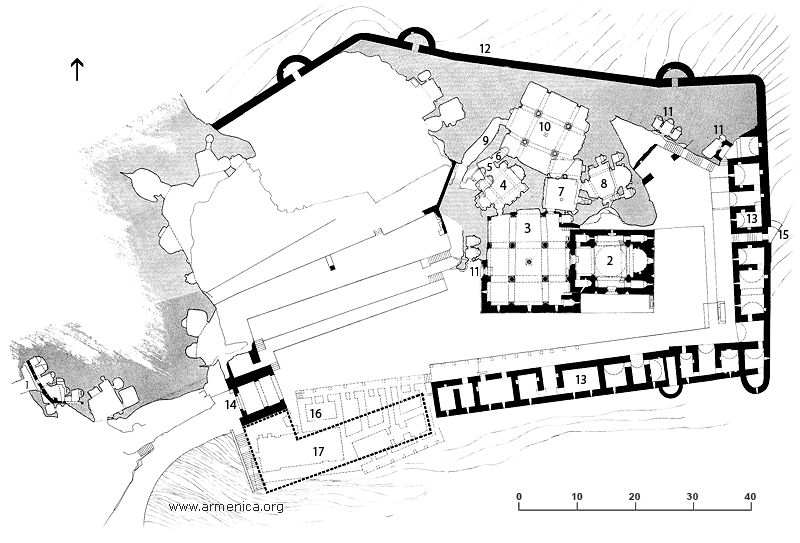
План Гегарда

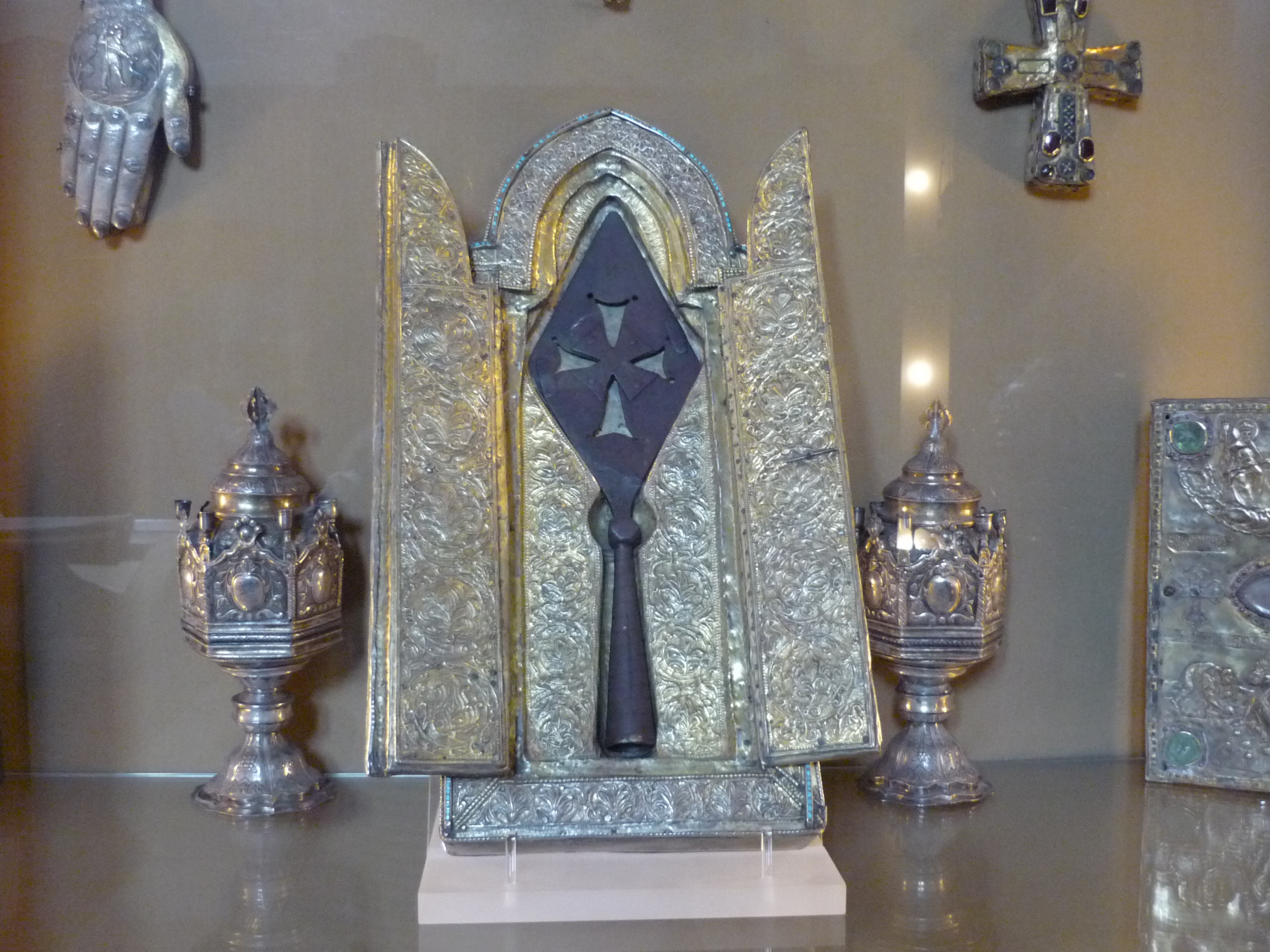
Копьё Лонгина в окладе

Монастырь был основан в IV веке на месте священного источника, берущего начало в пещере. Поэтому изначально он получил название Айрива́нк (арм. Այրիվանք), что означает «пещерный монастырь». Согласно преданию, основателем монастыря был Св. Григорий Просветитель.
Первый монастырь в IX веке был разрушен арабами. Из более ранних сооружений Айриванка не уцелело ничего. Согласно сведениям средневековых армянских историков, монастырский комплекс включал в себя помимо религиозных строений, также хорошо оснащённые жилые и служебные строения. В 923 году Айриванк очень серьёзно пострадал после захвата его Насром, вице-регентом арабского халифа в Армении. Он разграбил все ценности, включая уникальные рукописи, и сжёг величественные монастырские сооружения. К менее значительным разрушениям привели землетрясения.
Несмотря на то, что имеются надписи, датируемые 1160 годом, главная часовня была построена в 1215 году под покровительством братьев Закаре и Иване Закарянов, военачальников грузинской царицы Тамары, при которой была отвоёвана значительная часть Армении у сельджуков. Гавит (притвор), частично свободно стоящий, частично вырезанный в скале, был построен ранее в 1225 году, а храмы, высеченные в скалах, — в середине XIII века. После этого монастырь был приобретён князем Прошем Хахбакяном, являвшемся наместником Закарянов и представителем рода Хахбакянов. За короткий период Хахбакяны (Прошяны) построили пещерные сооружения, принёсшие Гегарду заслуженную славу — вторая пещерная церковь, родовая гробница, жаматун Папак и Рузакан, зал для собраний и обучения (обвалившийся в середине XX века), а также многочисленные кельи. Комната, протянувшаяся из северо-восточной части гавита, в 1283 году стала гробницей князя Проша Хахбакяна. Была также высечена смежная комната с гербом рода Прошянов — орёл, держащий в своих когтях ягнёнка. Ступени на западе гавита ведут к погребальной комнате, высеченной в 1288 году для Папака Прошяна и его жены Рузакан. В 1200-х годах Прошяны оборудовали монастырский комплекс системой водоснабжения. В те времена Гегард был также известен как «Монастырь семи церквей» и «Монастырь сорока алтарей». Со всех сторон монастырь окружают скалы, пещеры и хачкары.
Некоторое время монастырь не был действующим, а главная церковь зимой использовалась как убежище от карапапахских кочевников до того, как был приведён в прежнее состояние несколькими монахами из Эчмиадзина после присоединения к Российской империи.
Гегард известен также и реликвиями, которые хранились в нём. Самая важная из них — копьё, которым сотник Лонгин пронзил тело Иисуса Христа, распятого на кресте, как считается, привезённое апостолом Фаддеем, отчего и произошло название монастыря, которое используется и по сей день — Гегардаванк, впервые записанное в документальном источнике в 1250 году. Это обстоятельство сделало монастырь популярным местом для паломничества армян в течение многих веков. Реликвии апостолов Андрея и Иоанна были подарены в XII веке. Благочестивые посетители в течение последующих веков одаривали монастырь землёй, деньгами, рукописями и т. д. В одной из пещерных келий в XIII веке жил известный армянский историк Мхитар Айриванеци. Кроме легендарного копья, в Гегарде не уцелело ни одного произведения прикладного искусства. На конце рукоятки копья имеется присоединённая к ней ромбовидная пластина, на которой вырезан греческий крест с расширяющимися концами. В 1687 году для копья, хранящегося сейчас в сокровищнице Эчмиадзина, был изготовлен специальный оклад из позолоченного серебра.

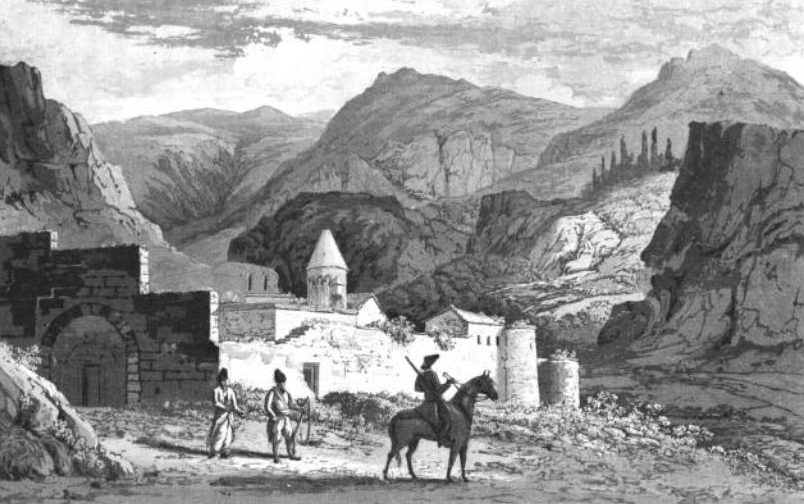
Гегард из книги Джеймса Мориера, 1818 года.
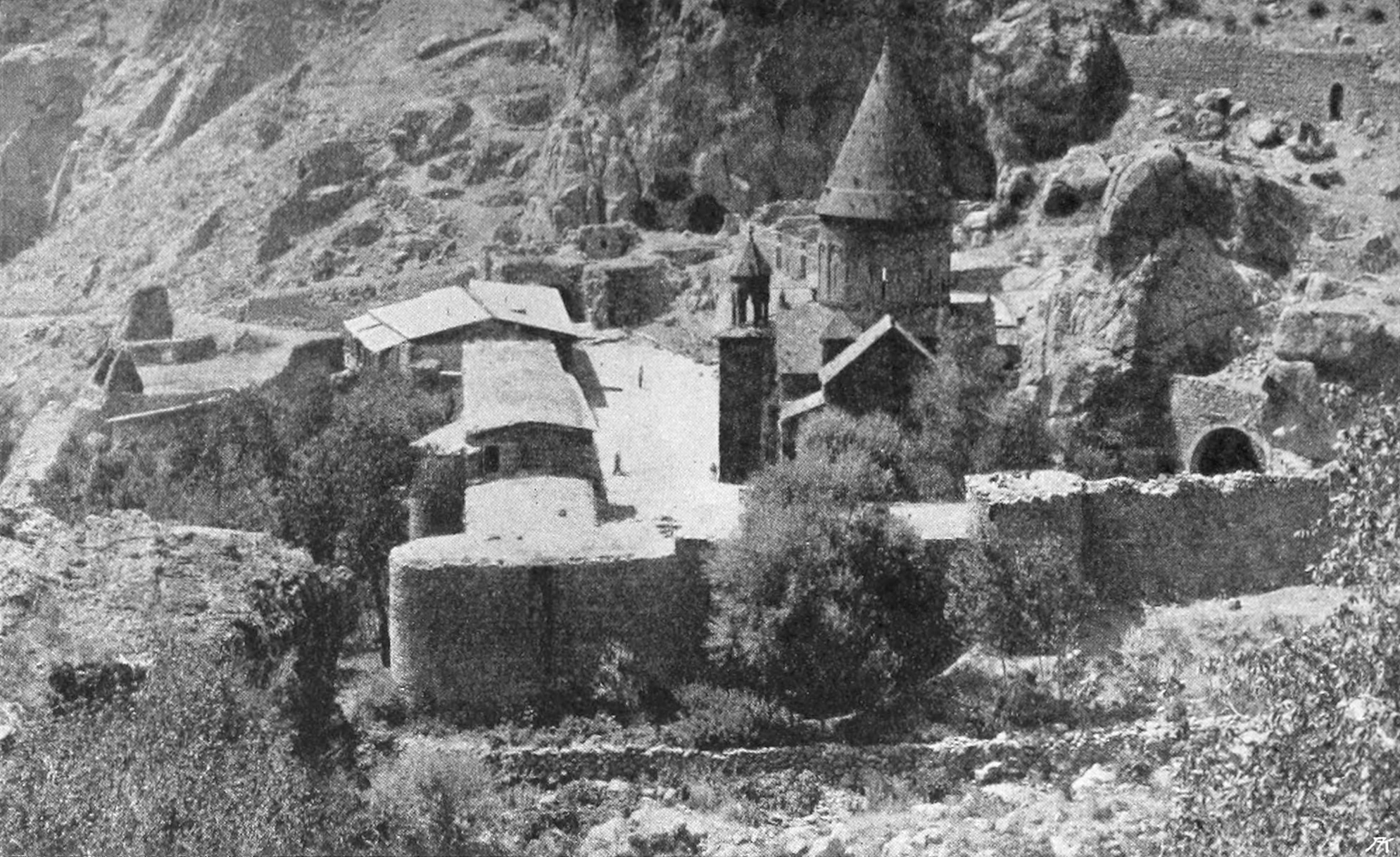
Гегард в 1918 году.

## Комплекс
Над главным (западным) входом расположены небольшие пещерные кельи, часовни, хачкары и иные сооружения, высеченные в склоне холма. Сразу после входа находятся крепостные валы, защищающие комплекс с трёх сторон, а также утёсы, которые защищают четвёртую. Пройдя через комплекс, можно увидеть второй (восточный) вход, а также мост через ручей.
Одно- и двухэтажные служебные помещения, расположенные по периметру монастырского двора, со времён их постройки были дважды перестроены, впервые — в XVII веке, затем — в 1968—1971 годах. Известно, что большинство монахов жило в кельях, выдолбленных внутри скалы, за пределами крепостной стены. На всём своём протяжении скалы покрыты вырезанными в них хачкарами. Более двадцати различных по форме и размерам структур было выдолблено в прочном скальном массиве, окружающем главные пещерные сооружения. Те из них, что находятся в западной части комплекса, предназначались для служебных целей, остальные — прямоугольные часовни с полукруглыми апсидами, а также алтарь. Есть спаренные и тройные часовни с одним входом, некоторые из входов орнаментированы резьбой. Имеется много, часто богато орнаментированных, хачкаров, высеченных в скале и на стенах сооружений или установленных на земле, в пределах монастырского комплекса, установленных в память об умерших или в ознаменование празднований по случаю дарения.

### Катогике
Катогике — это главная церковь в комплексе и традиционно наиболее почитаемая. Церковь построена прямо напротив неприступной горы. Внешние очертания плана напоминают равноплечий крест, вписанный в квадрат и покрытый куполом на квадратной основе. По углам расположены небольшие двухэтажные часовни с цилиндрическими сводами и лесенками, выступающими из стены. Внутренние стены содержат много надписей с упоминаниями о дарениях, принесённых монастырю.
На южном фасаде Катогике установлены ворота с великолепной резьбой. Тимпан украшен изображениями деревьев с плодами граната, свисающими с их веток, а также листьями, переплетающимися с гроздьями винограда. Изображения голубей располагаются между сводом и внешней несущей конструкцией. Головы голубей повёрнуты в сторону ворот. Над воротами изображена сцена со львом, нападающим на быка, символизирующая княжескую мощь.
Сводчатый верх барабана купола содержит обстоятельные рельефы, изображающие птиц, человеческие лица, головы животных и т. д.

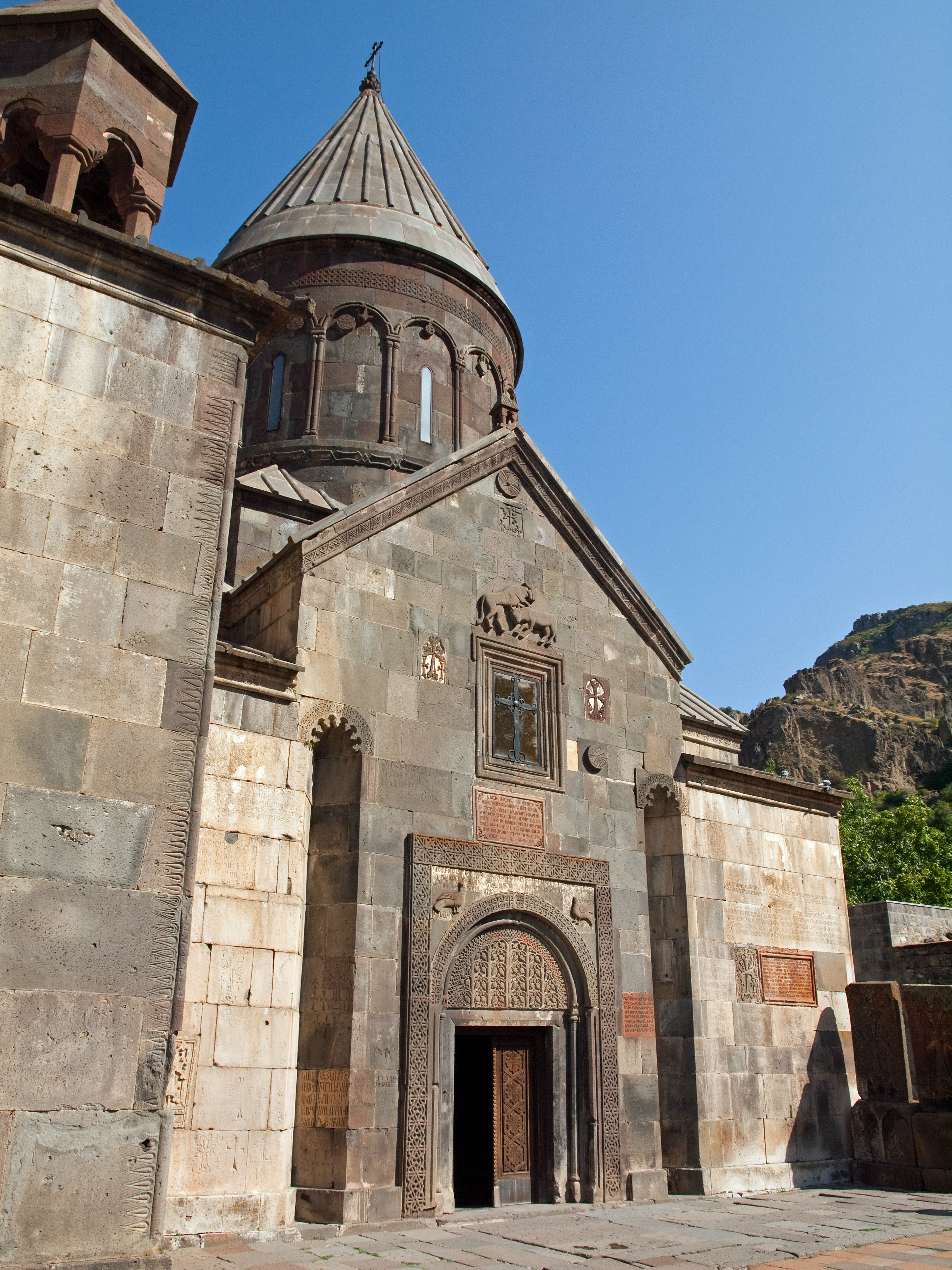
Вход в главную церковь
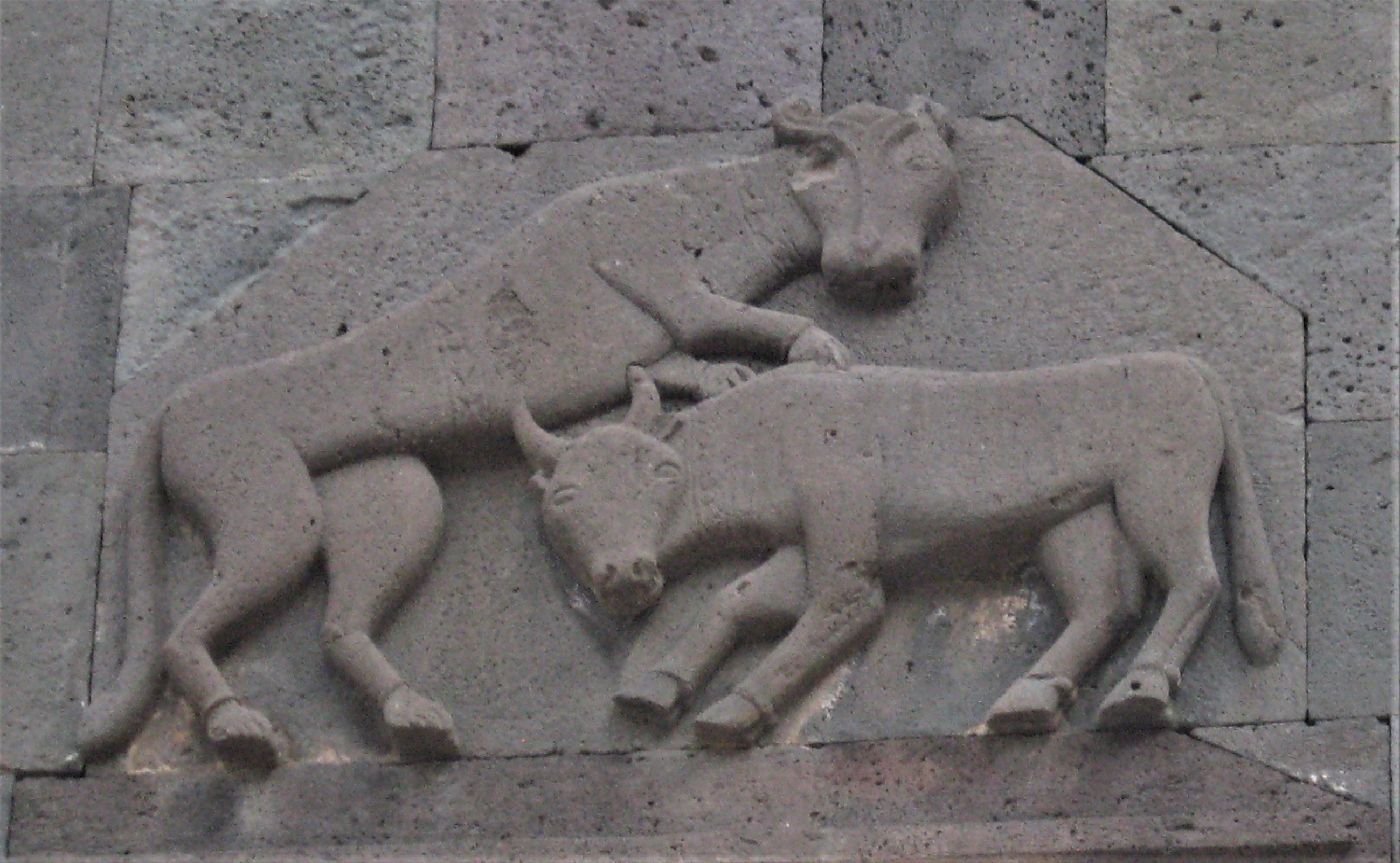
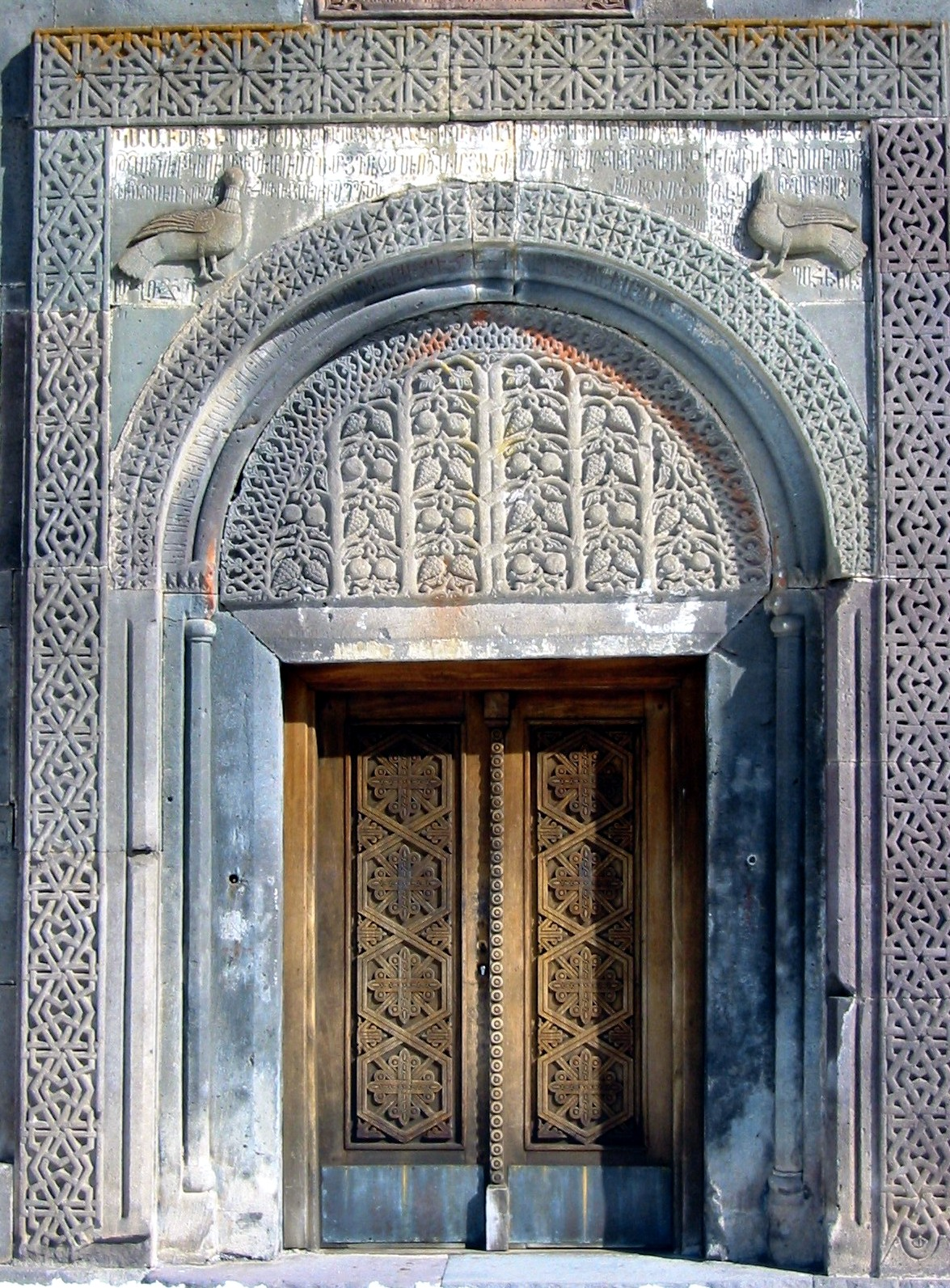
Ворота в церкви
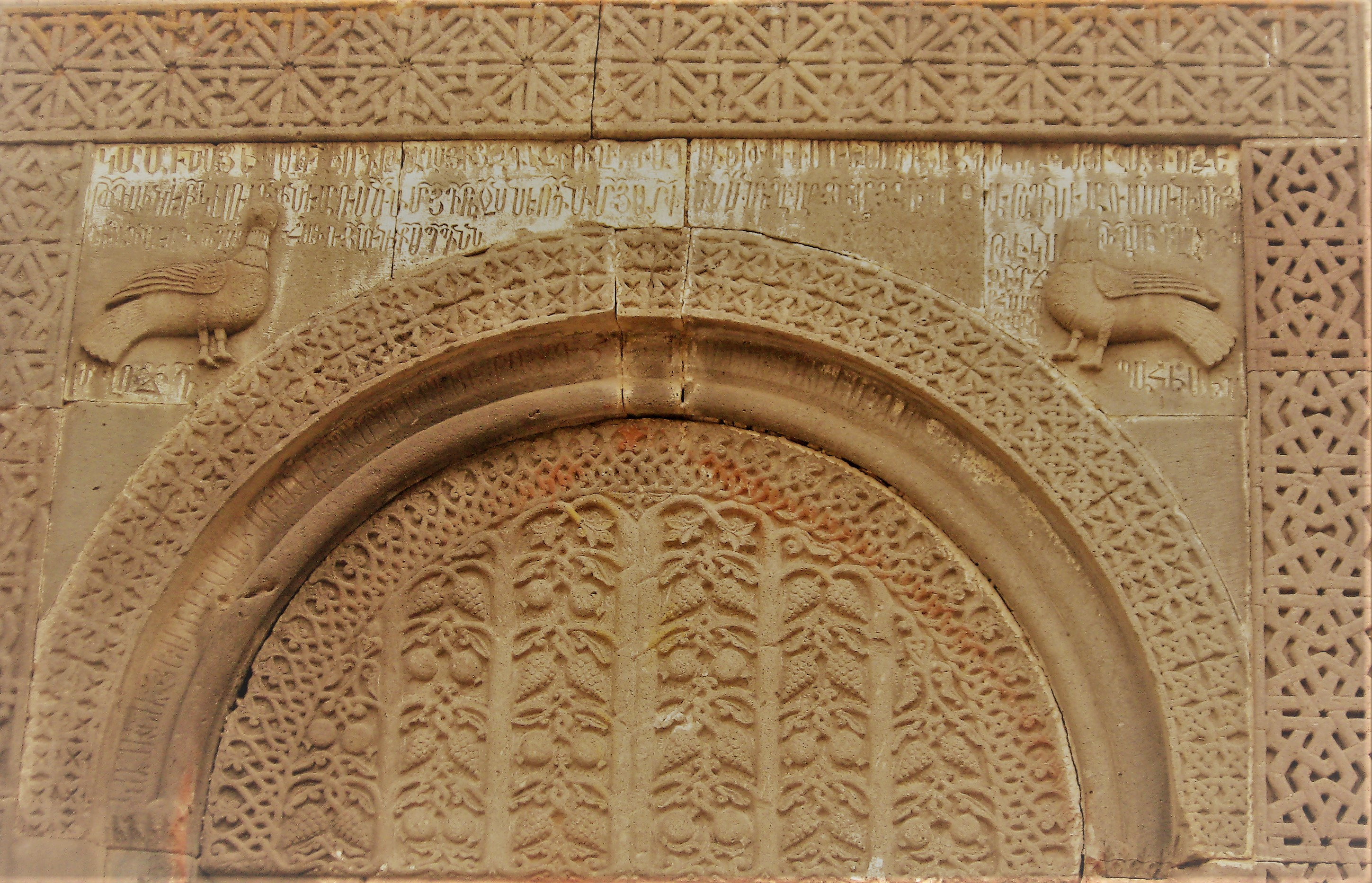
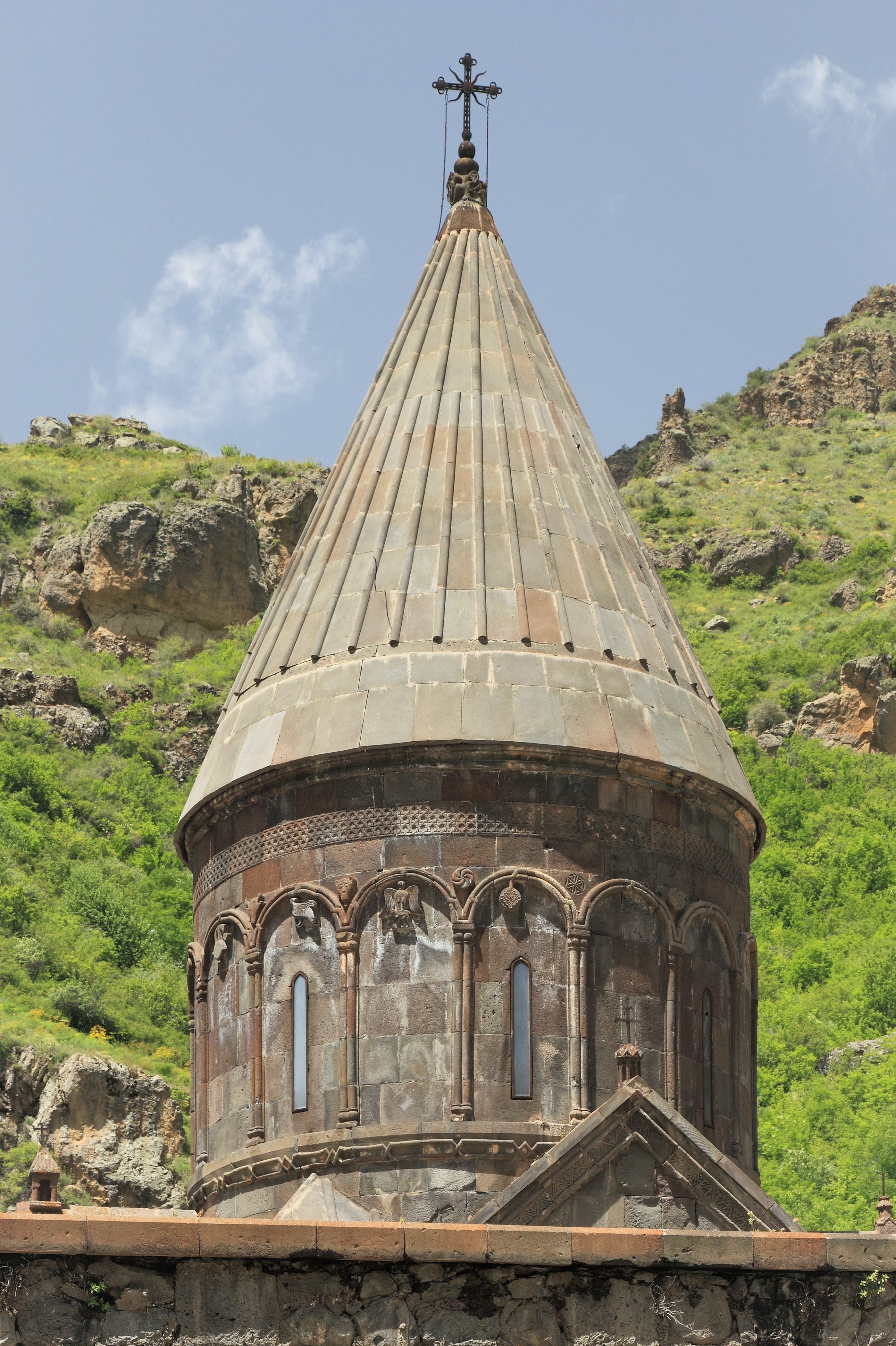
Купол церкви
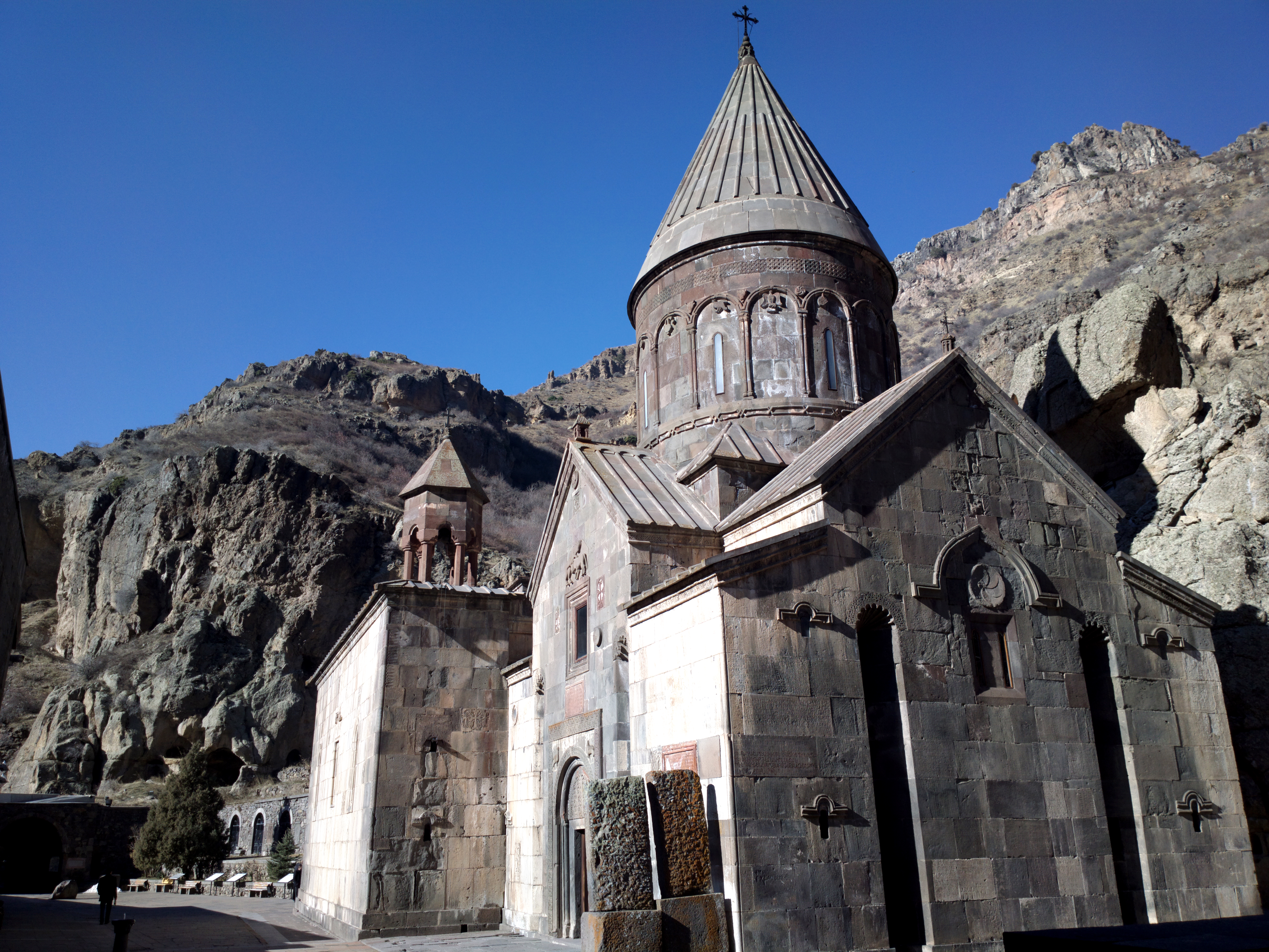
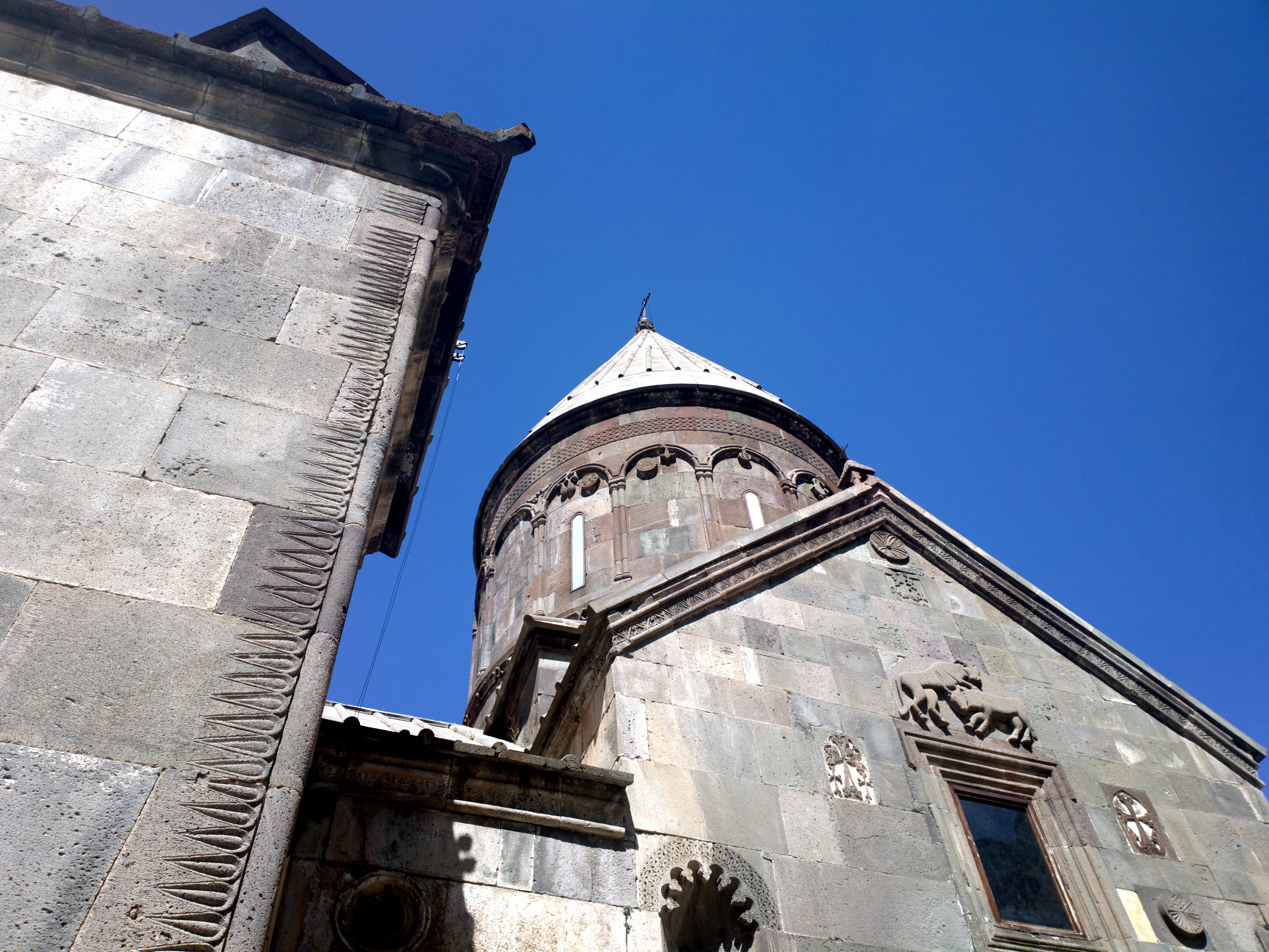

### Гавит
На западе от главного храма имеется закреплённая в скале ризница, построенная между 1215 и 1225 годами, которая связана с главной церковью.
Четыре массивных свободно стоящих в центре колонны поддерживают каменную крышу с отверстием, пропускающим свет, в центре. Периферийные помещения, получающиеся вследствие соответствующего расположения колонн, имеют различные крыши, тогда как центральное пространство увенчано куполом со сталактитами — лучший, чем где бы то ни было в Армении, пример подобной техники. Гавит использовался для обучения и собраний, а также для принятия паломников и посетителей.
Западные ворота отличаются от прочих ворот того времени формой кромок дверей, которые украшены великолепными растительными узорами. Орнаментация тимпана состоит из больших цветов с лепестками различной формы на сплетённых ветвях и продолговатых листьях.

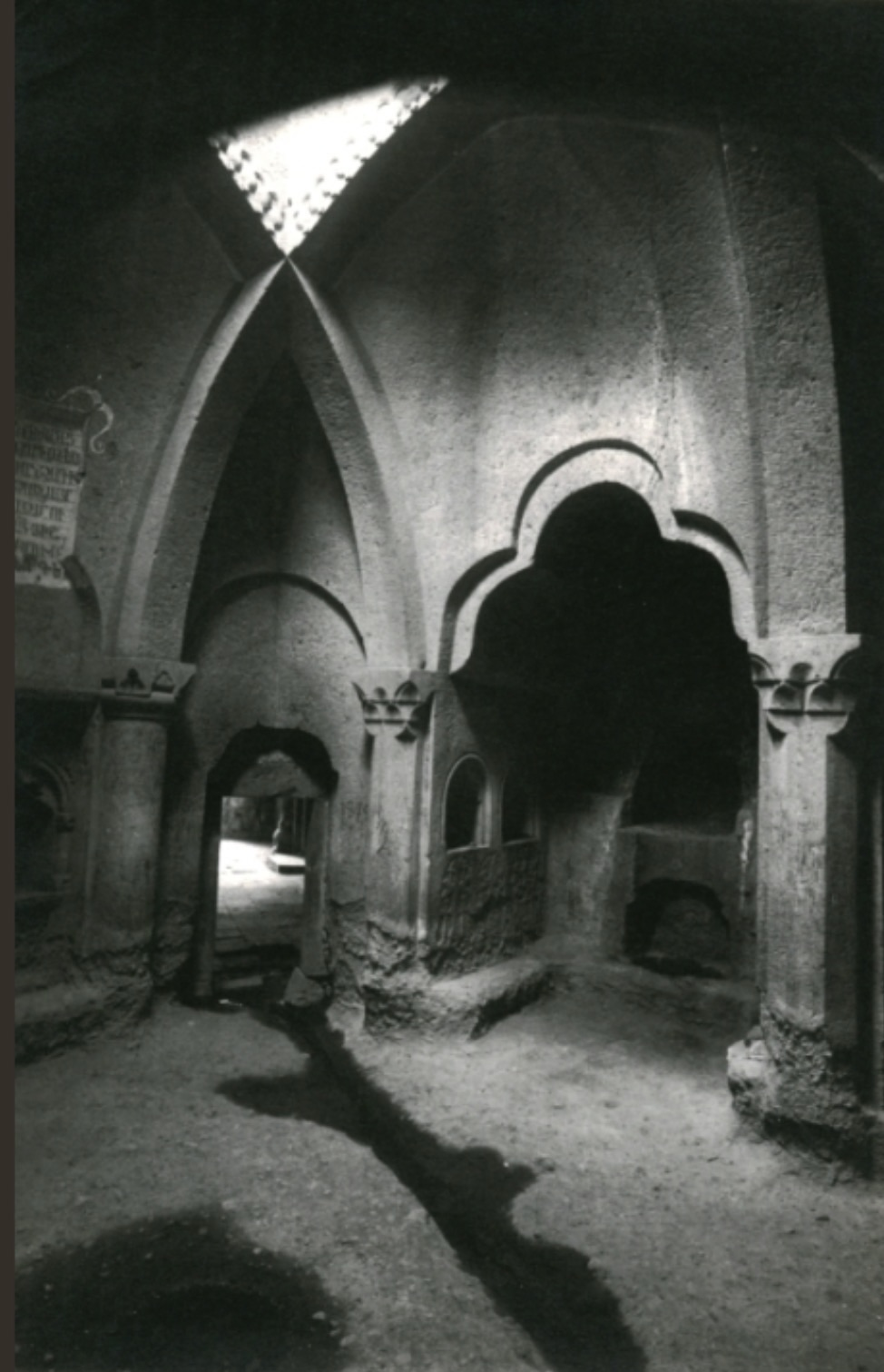
Гавит в 1916 году
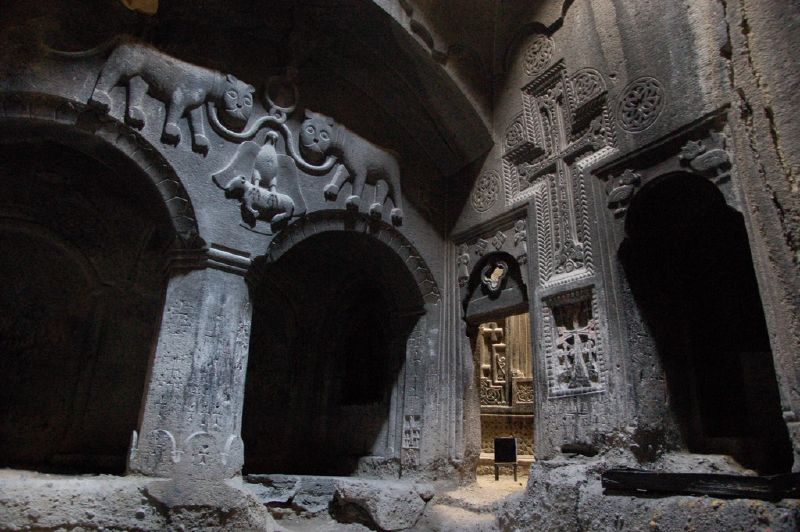
Изображения львов и крестов на северной и восточной стенах жаматуна
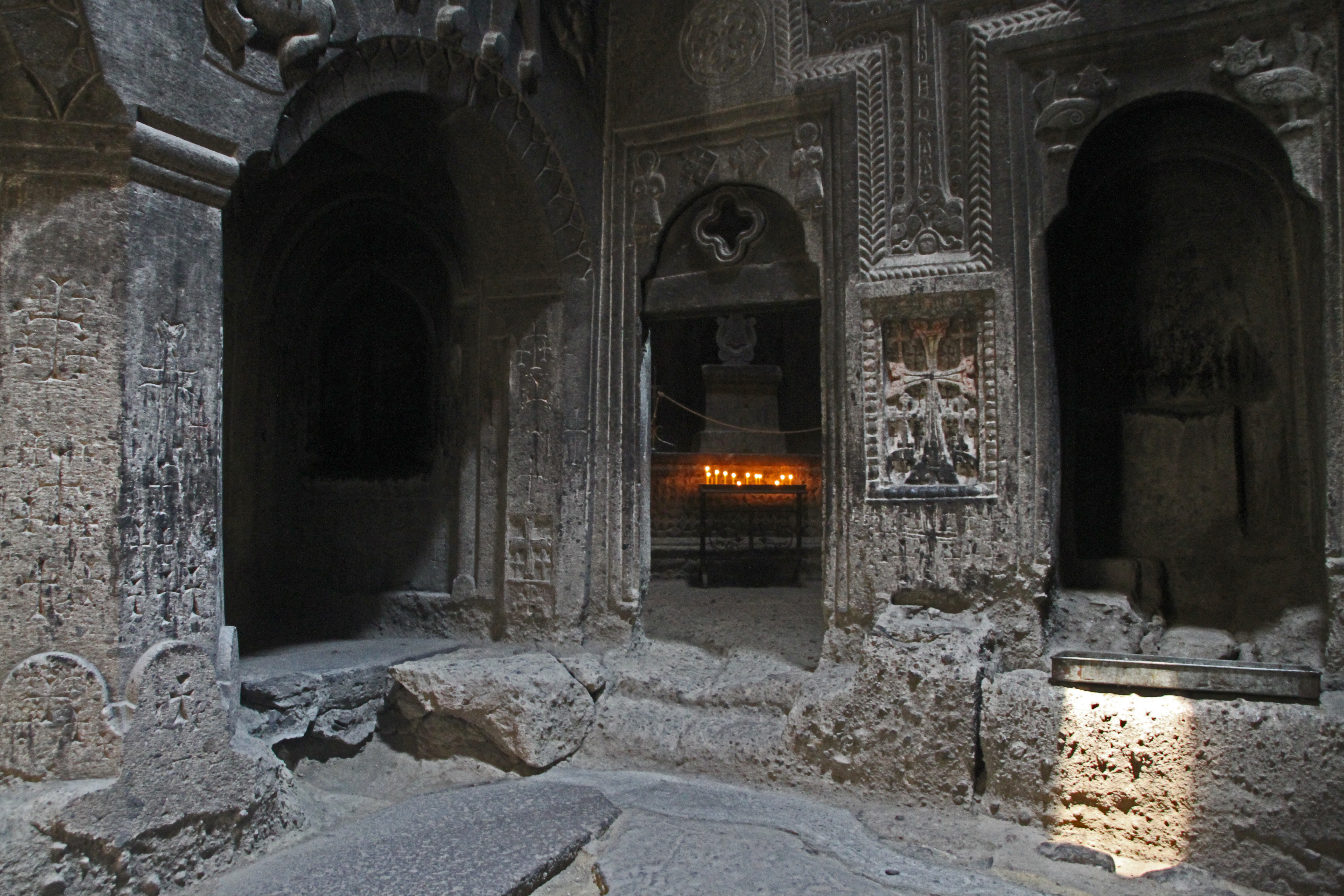
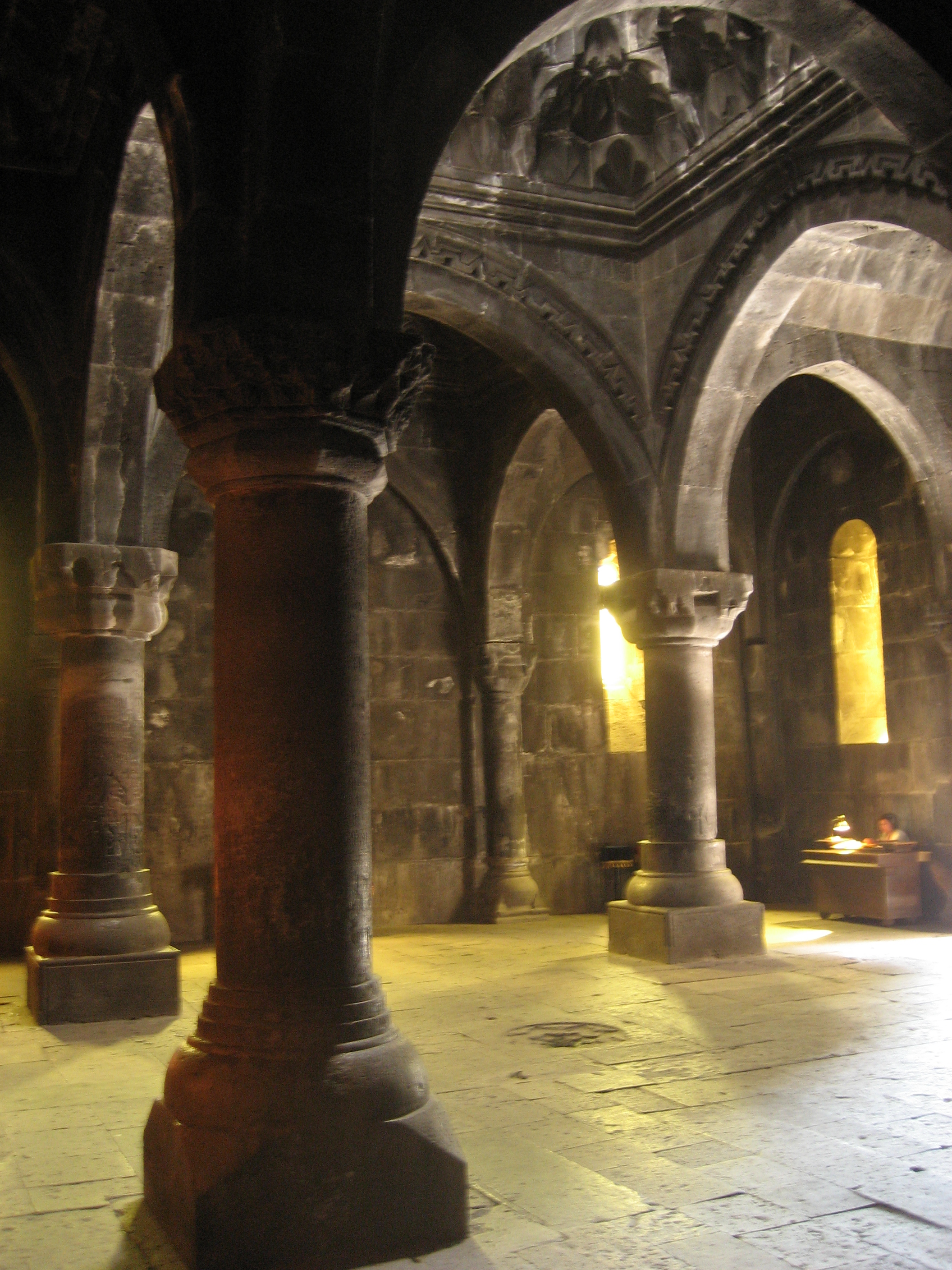
Гавит
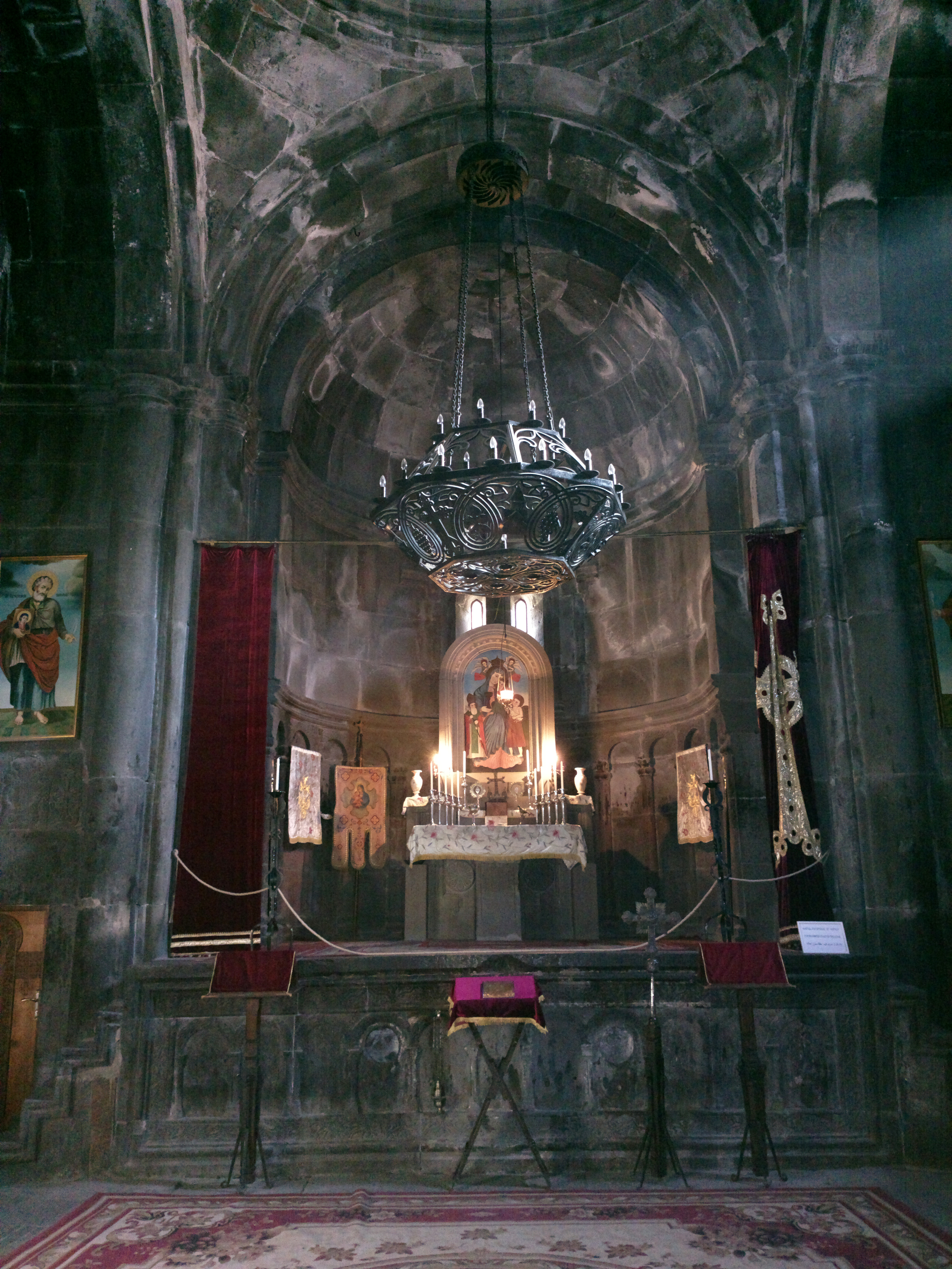
Алтарь
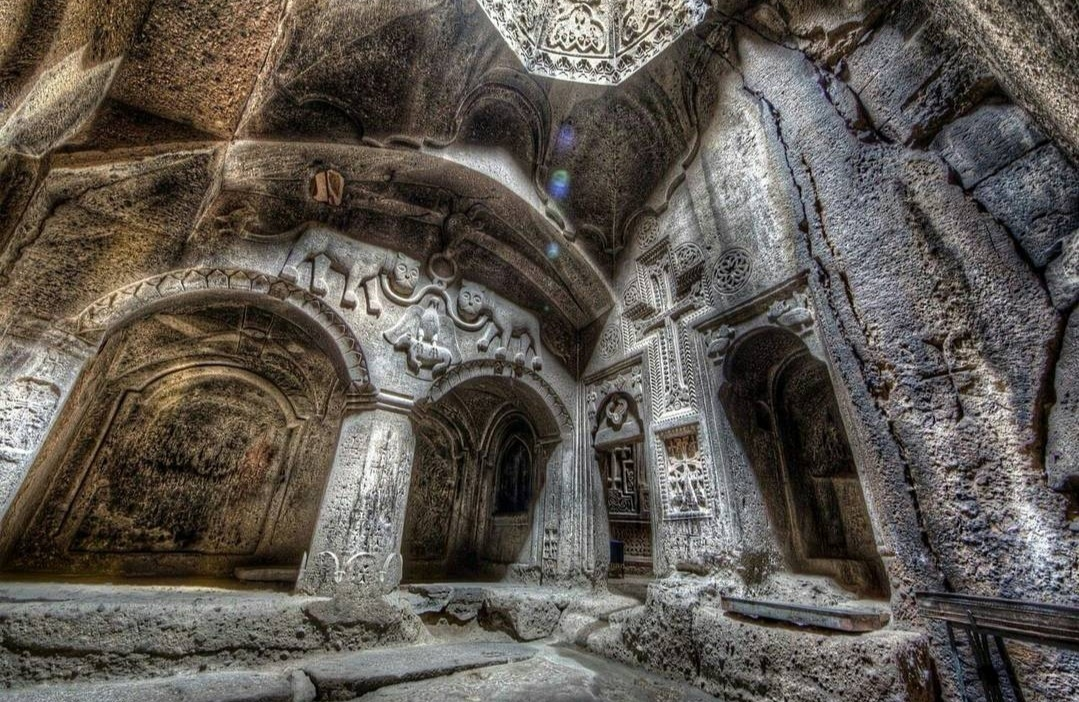

#### Скальная церковь с родником
Первая пещерная церковь, Авазан (дословно — «водоём»), располагается на северо-запад от гавита. Она была высечена в 1240 годах на месте древней пещеры с родником (место поклонения во времена язычества).
Церковь целиком выкопана в скале, в плане представляет собой равноплечий крест. Особенностью внутренней части помещения являются два перекрещивающихся свода со сталактитовым куполом в центре. Надпись гласит, что эта церковь является работой архитектора Галдзака, который в течение сорока с небольшим лет также занимался строительством и других скальных церквей и жаматунов. Его имя вырезано на основании перекрытия, украшенном рельефами с изображениями гранатов.
Основное пространство церкви, прямоугольное в плане, увенчано кафедрой и соединённой с алтарём апсидой, а также двумя глубокими нишами, которые придают интерьеру форму незавершенного крестообразного купола. Две пары остроконечных перекрещивающихся сводов образующих основание перекрытия, остальная часть держится на полуколоннах стен. Так же как и в гавите, внутренняя поверхность перекрытия вырублена в грациозной форме сталактитов, которые также украшают капители полуколонн, а также полукруглый выступ апсиды алтаря. Композиционно наиболее интересны украшения южной стены. Вырезанные на ней тройные дуги с различными по форме апсидами вверху и внизу соединяются при помощи блестяще выполненных растительных орнаментов.

#### Жаматун

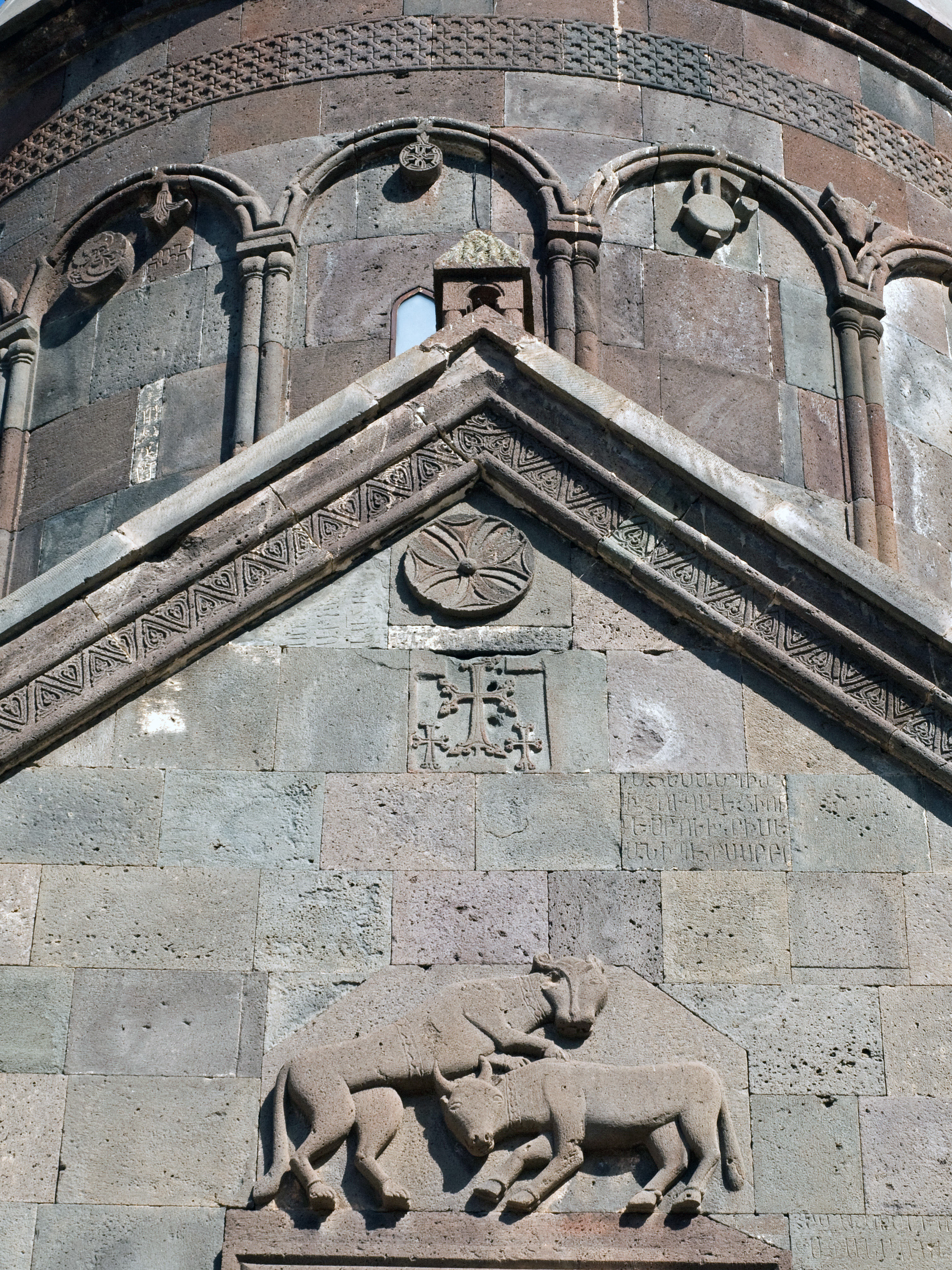

Усыпальница Прошьянов и вторая пещерная церковь Богоматери (Аствацацин) расположены в восточной части Авазана. Они были вырублены в 1283 году, предположительно, также Галдзаком. Они также являются проходами через гавит. Жаматун представляет собой практически квадратную выдолбленную в скале комнату с глубоко вырезанными рельефами на стенах. Интересен довольно старомодный для того времени рельеф на северной стене, над сводчатыми проходами: в центре — головы львов с цепью на шеях, их головы повёрнуты к наблюдателю; вместо пучков хвоста — головы смотрящих наверх драконов — всё это сближает рельеф с изображениями языческих времён. Между львами, над цепью — орёл с полураскрытыми крыльями и ягнёнком в когтях. Это, вероятно, — герб княжеского рода Прошьянов.
Рельефы восточной стены — не менее живописны. Входы в маленькую часовню и церковь Аствацацин украшены прямоугольными наличниками, соединёнными двумя рельефами с изображением крестов. На воротах часовни вырезаны изображения сирен, а на стенах церкви — человеческие фигуры с согнутыми в локтях руками, одетые в длинные платья, и с нимбами над головами. Возможно, это — члены княжеского рода.
Под полом находится усыпальница.

#### Скальная церковь за жаматуном
Путь через усыпальницу ведёт ко второй скальной церкви. Она, как указано в надписи, была построена в 1283 году на пожертвование князя Проша. В плане имеет крестообразную форму. Углы — кривые, а барабан купола отмечен полуколоннами, перемежающимися с глухими окнами. Купол украшен кругом. Поверхность стен содержит рельефы, изображающие животных, воинов, кресты, а также рельефы на растительные мотивы.
В отличие от сталактитов в форме трилистника и четырёхлистника, украшения церкви Аствацацин (Богоматери) включают орнаменты в виде розеток и различных геометрических фигур. Передние ворота кафедры алтаря украшены узорами в форме прямоугольников или ромбов. Реалистическое изображение козла найдено на стыке ступеней алтаря. На хачкаре, слева от апсиды алтаря, обнаружены человеческие фигуры. Человек с посохом в правой руке и в той же позе, что и фигуры на стенах жаматуна, может быть изображением князя Проша, основателя церкви. Другая фигура, держащая копьё в левой руке, опущенной вниз, и дующая в поднятый вверх духовой инструмент, изображена практически в профиль.

### Верхний жаматун
Жаматун Папак и Рузакан был построен в 1288 году на втором уровне, к северу от усыпальницы Прошьянов, в качестве внешней лестницы (рядом с дверью в гавит). Верхний жаматун также вырублен в скале. Его форма повторяет форму гавита. В нём имеются гробницы князей Мерика и Григора, а также гробницы других принцев, ныне пропавшие.
В южной части коридора, ведущего в верхний жаматун, вырезаны многочисленные кресты. Колонны, вырубленные в цельном камне, держат гораздо меньшие по размерам полукруглые арки, умещающиеся в трапециевидные рамы, представляющие в плане квадрат. Они служат основанием сферического купола, из вершины которого проникает свет. Отверстие в нижнем правом углу позволяет увидеть нижний этаж усыпальницы.
Этот жаматун обладает ярко выраженной акустикой.

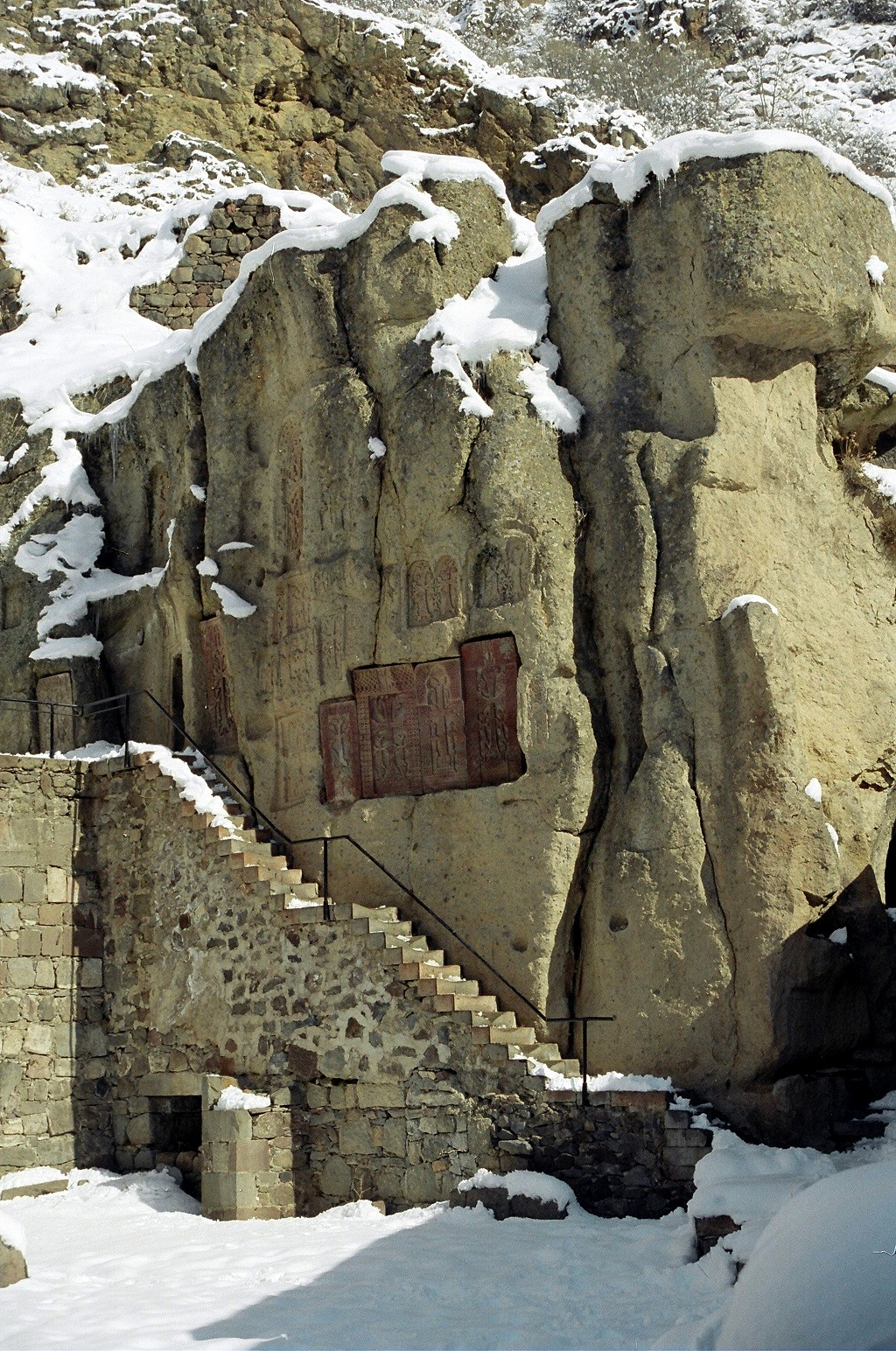
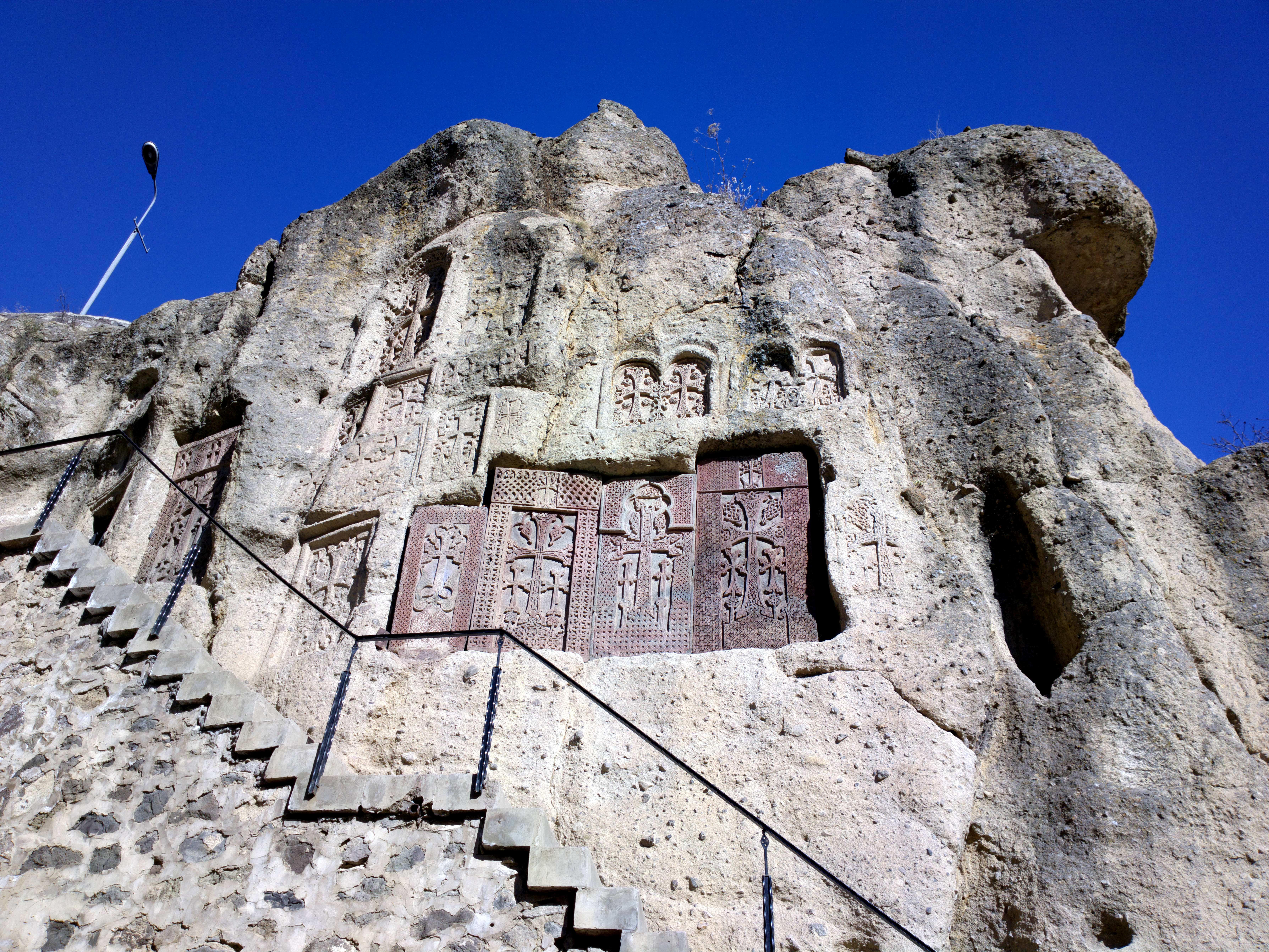
Часовня, высеченная в скале

### Хачкары

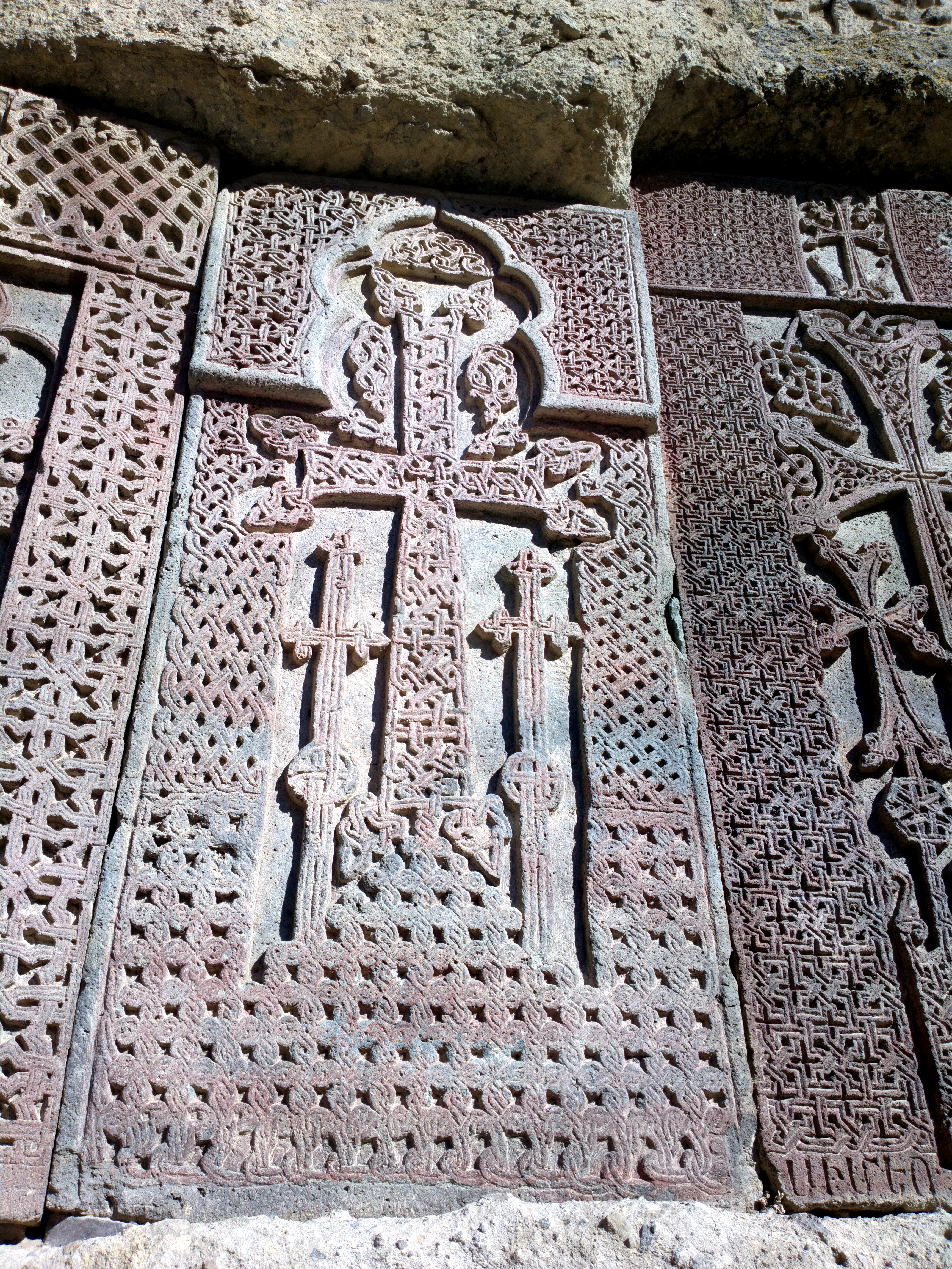
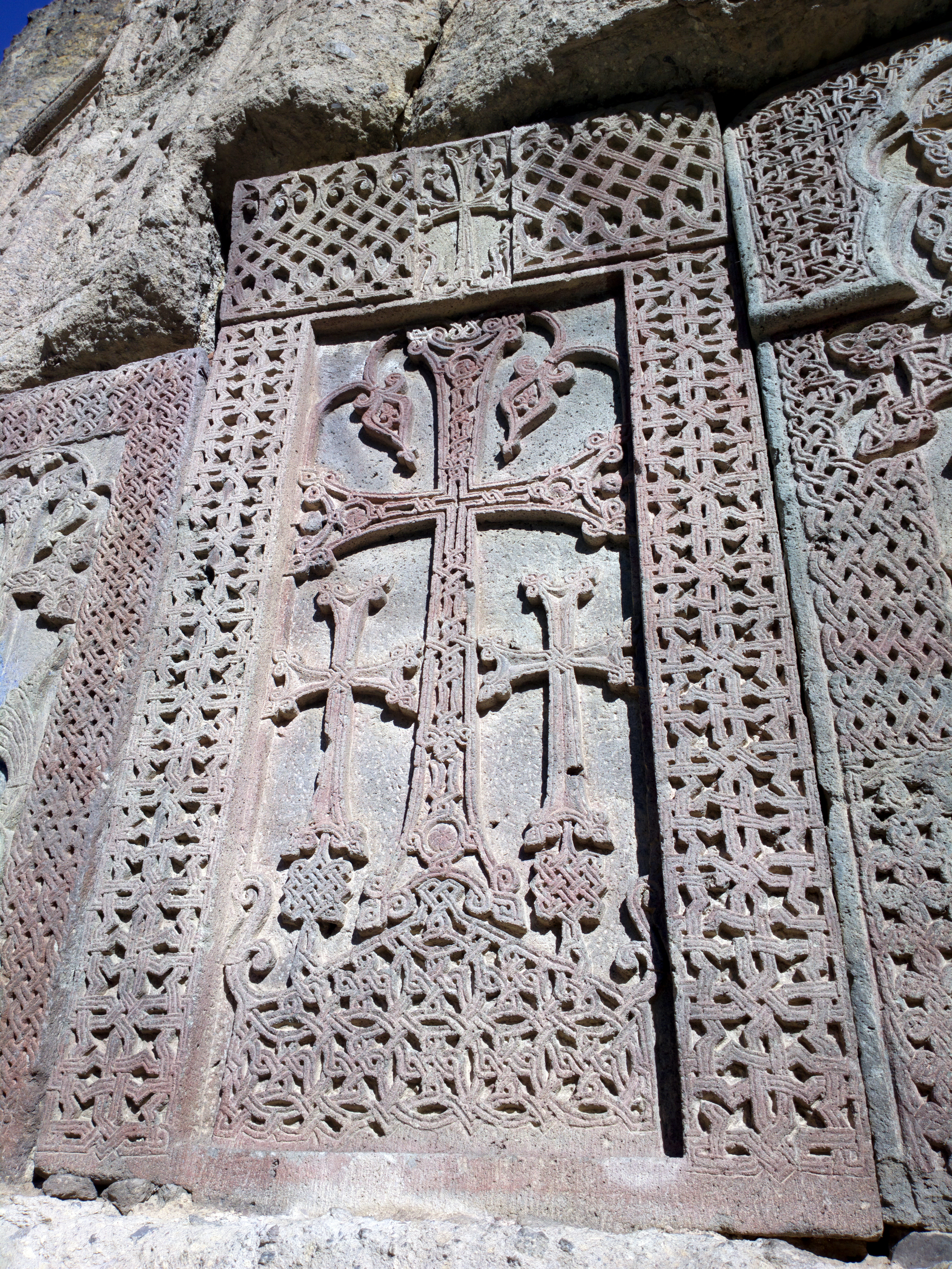
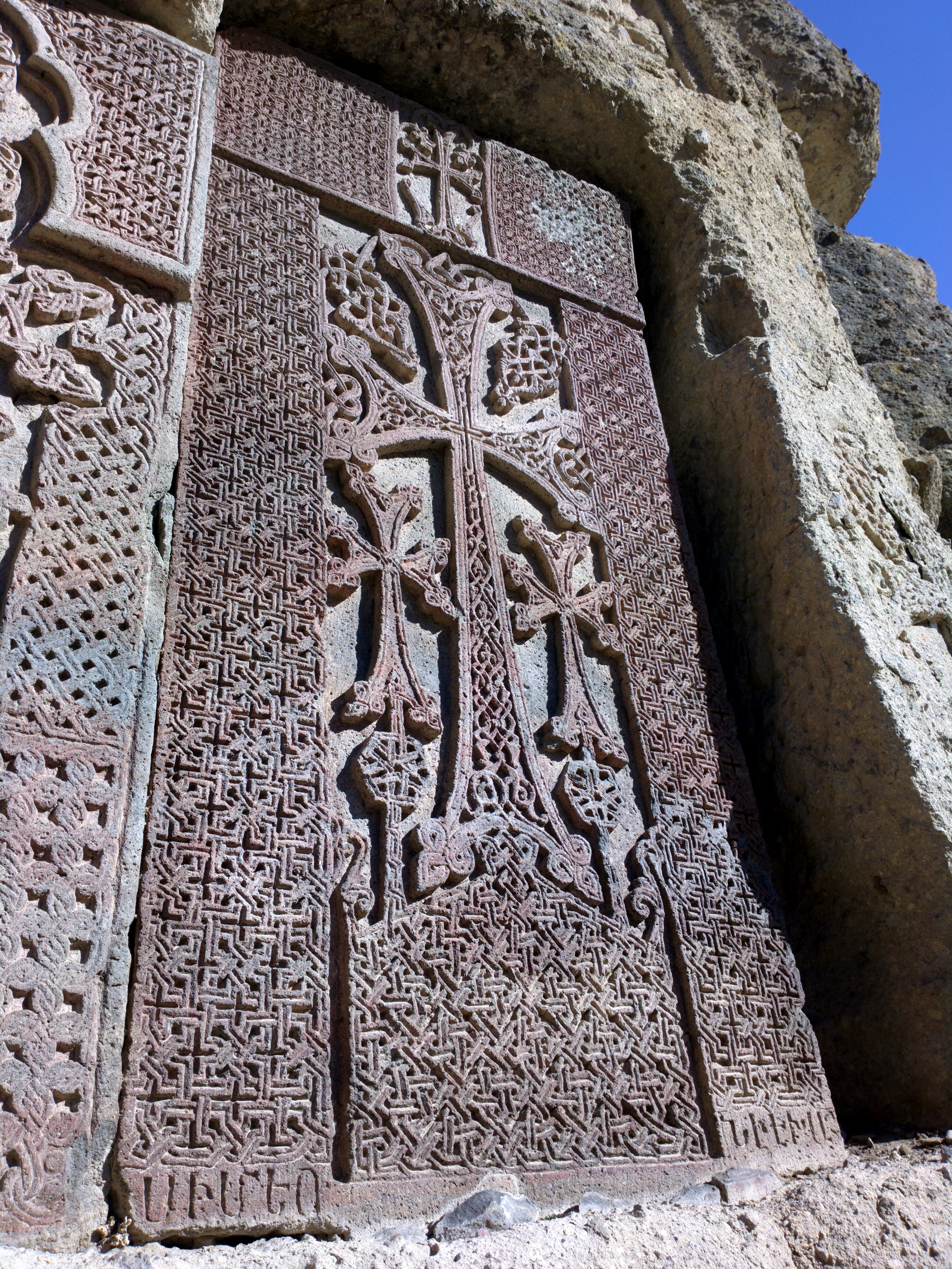
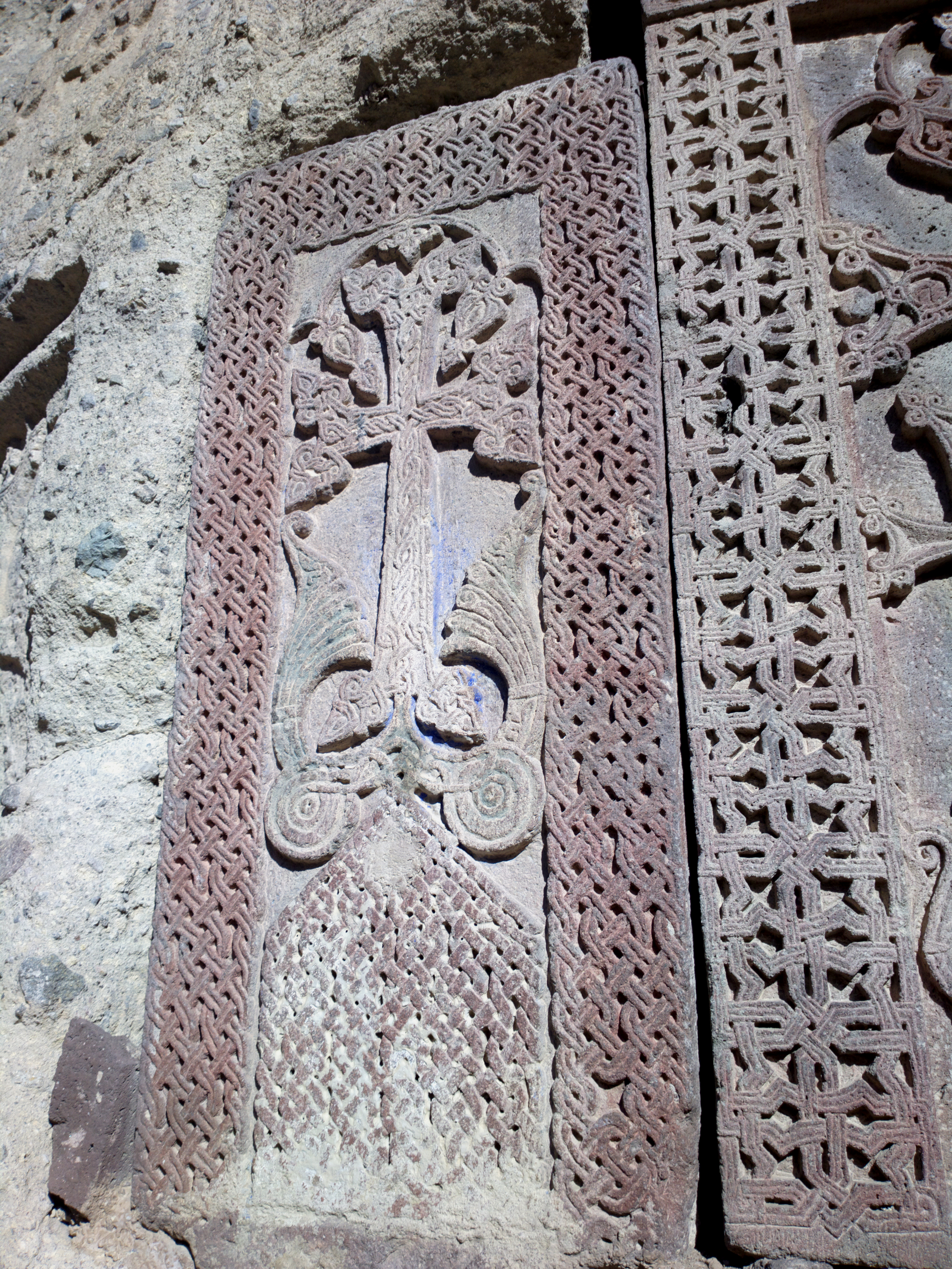
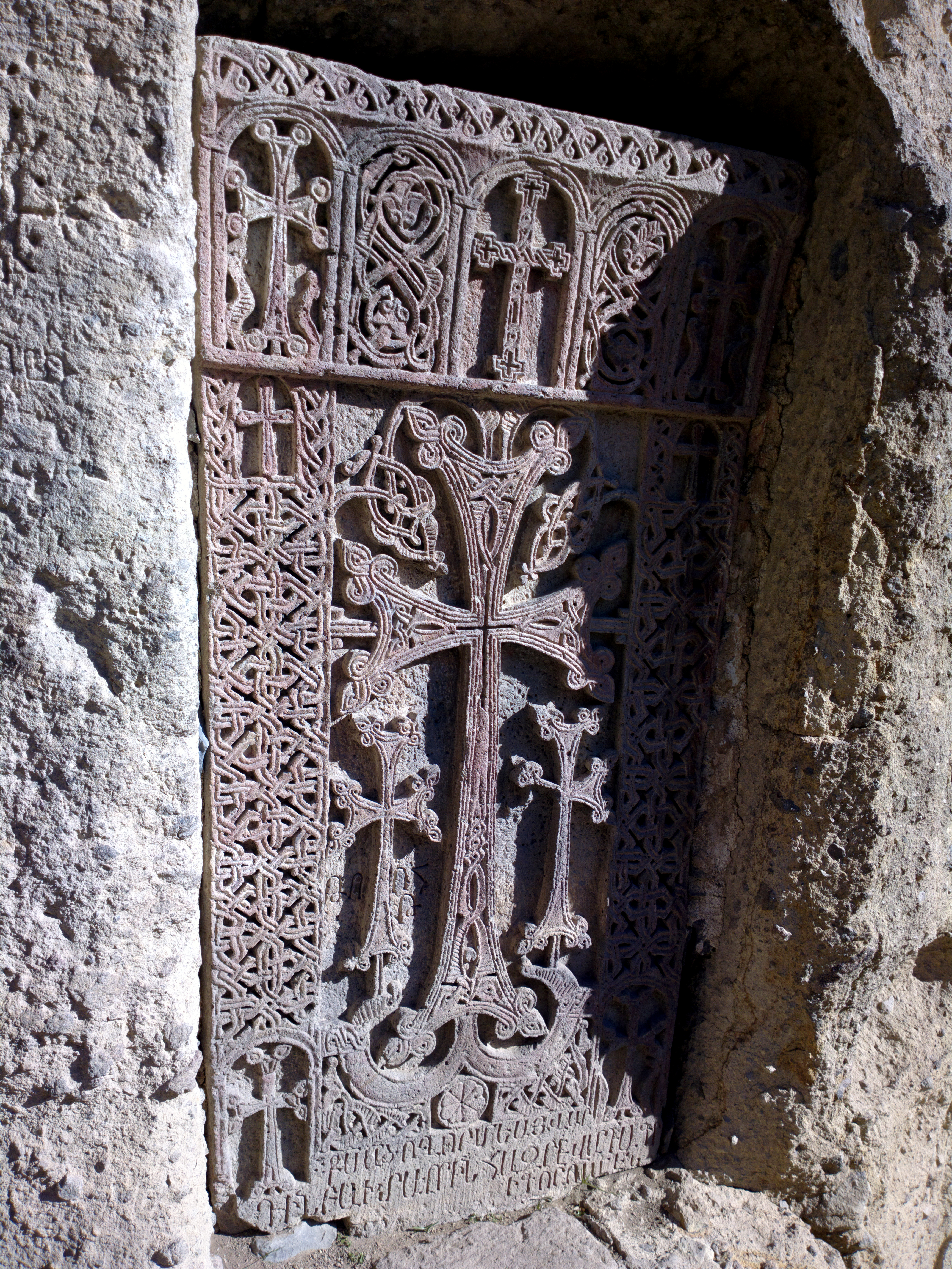
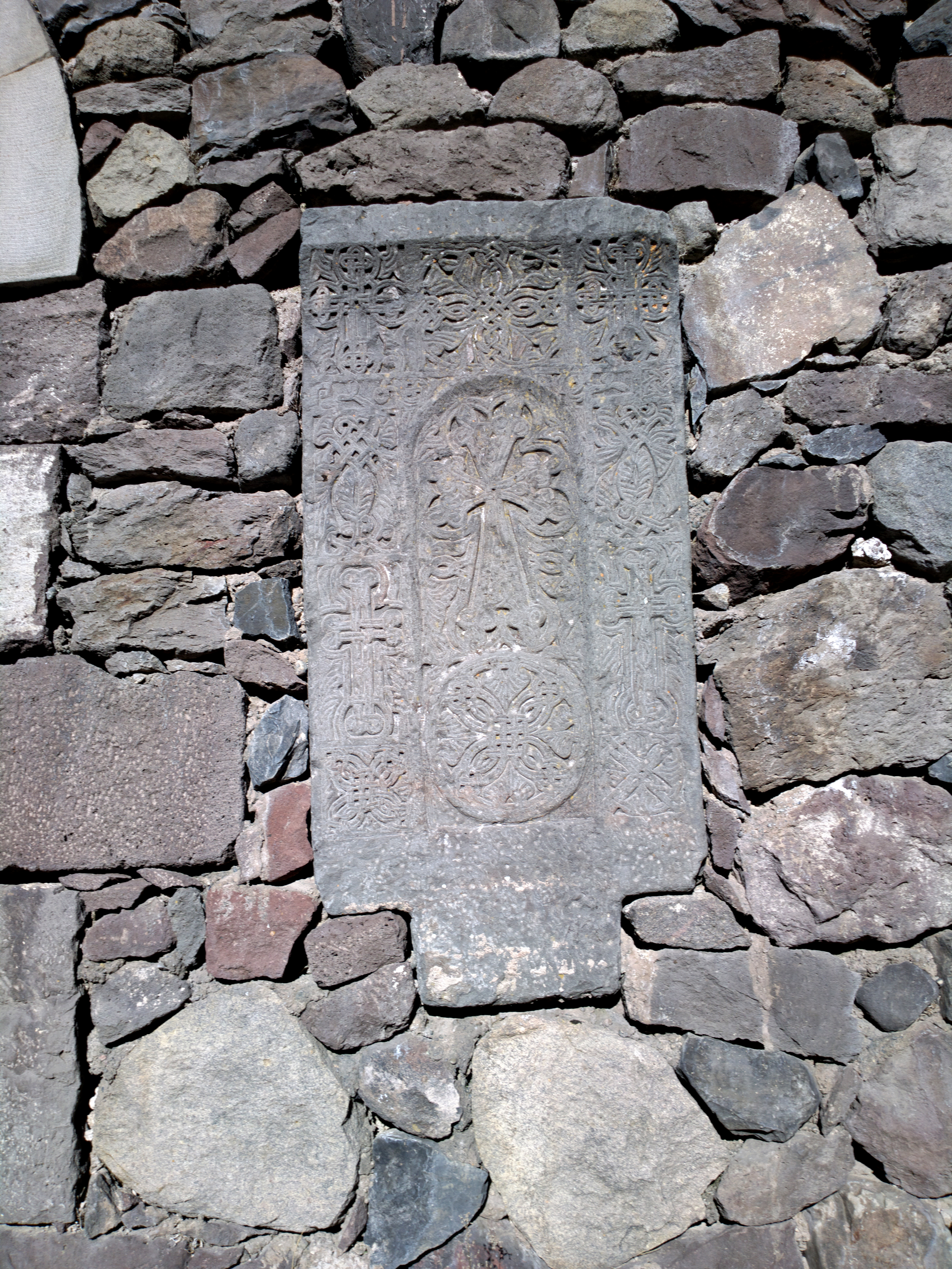
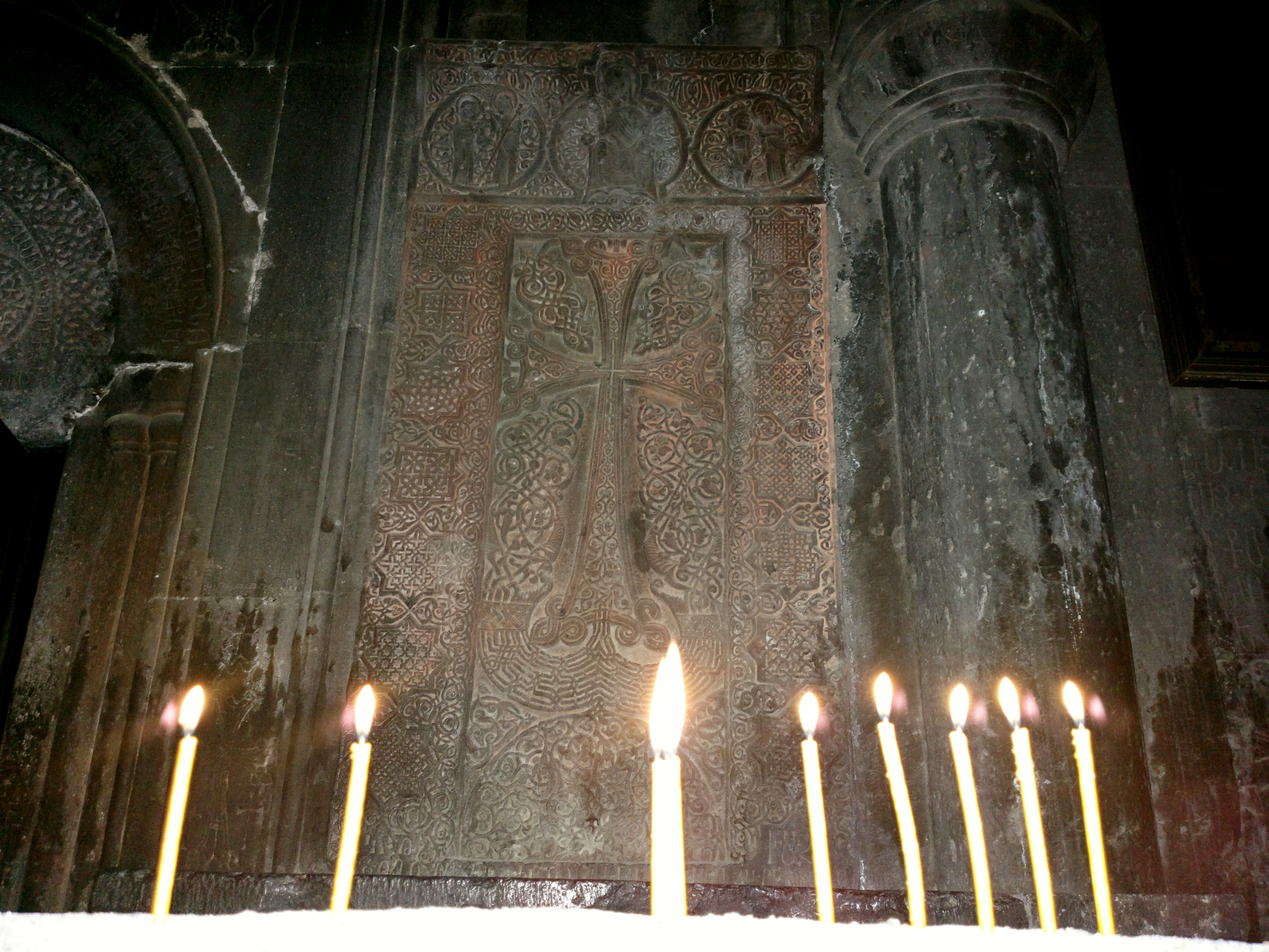
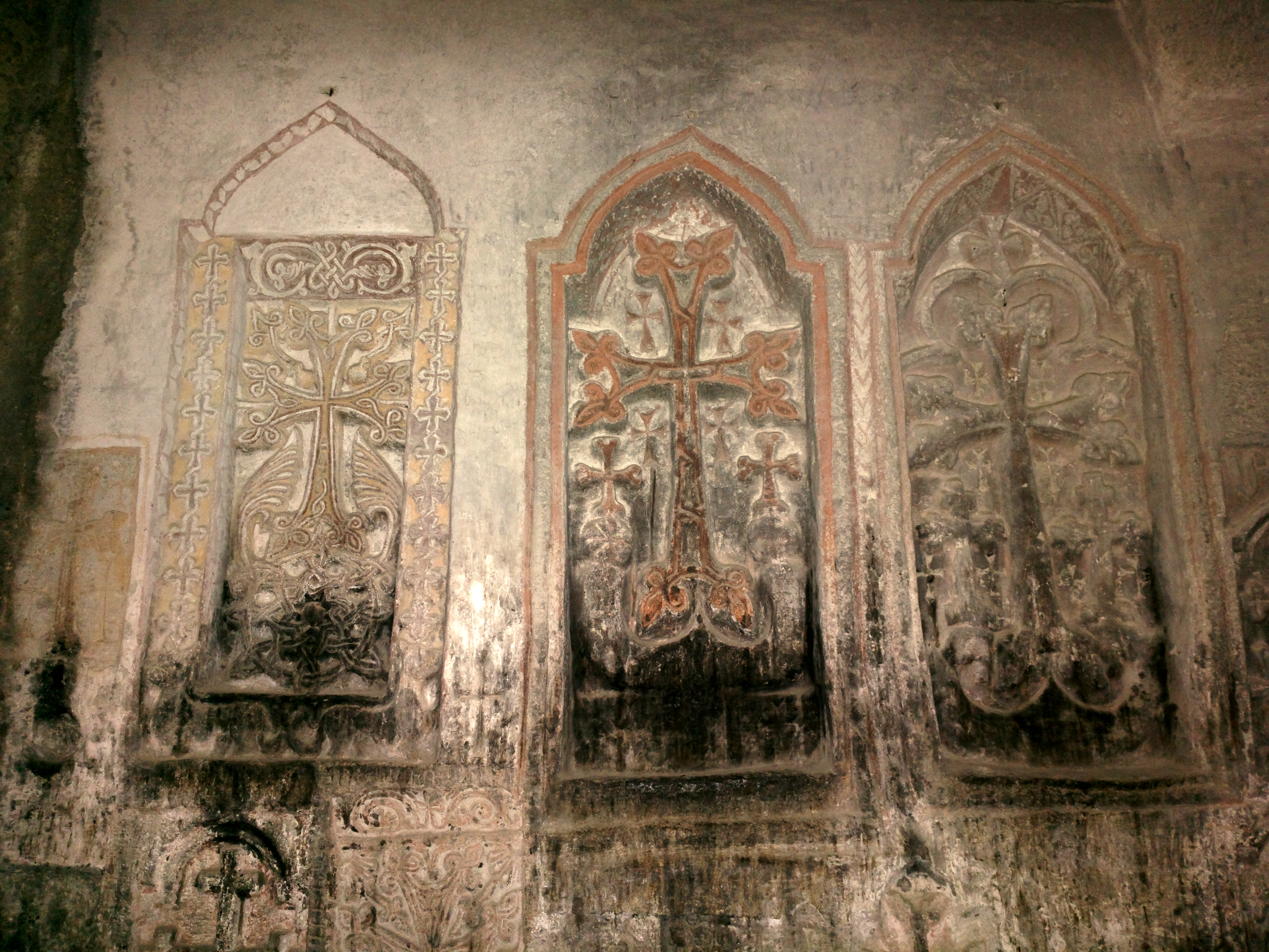
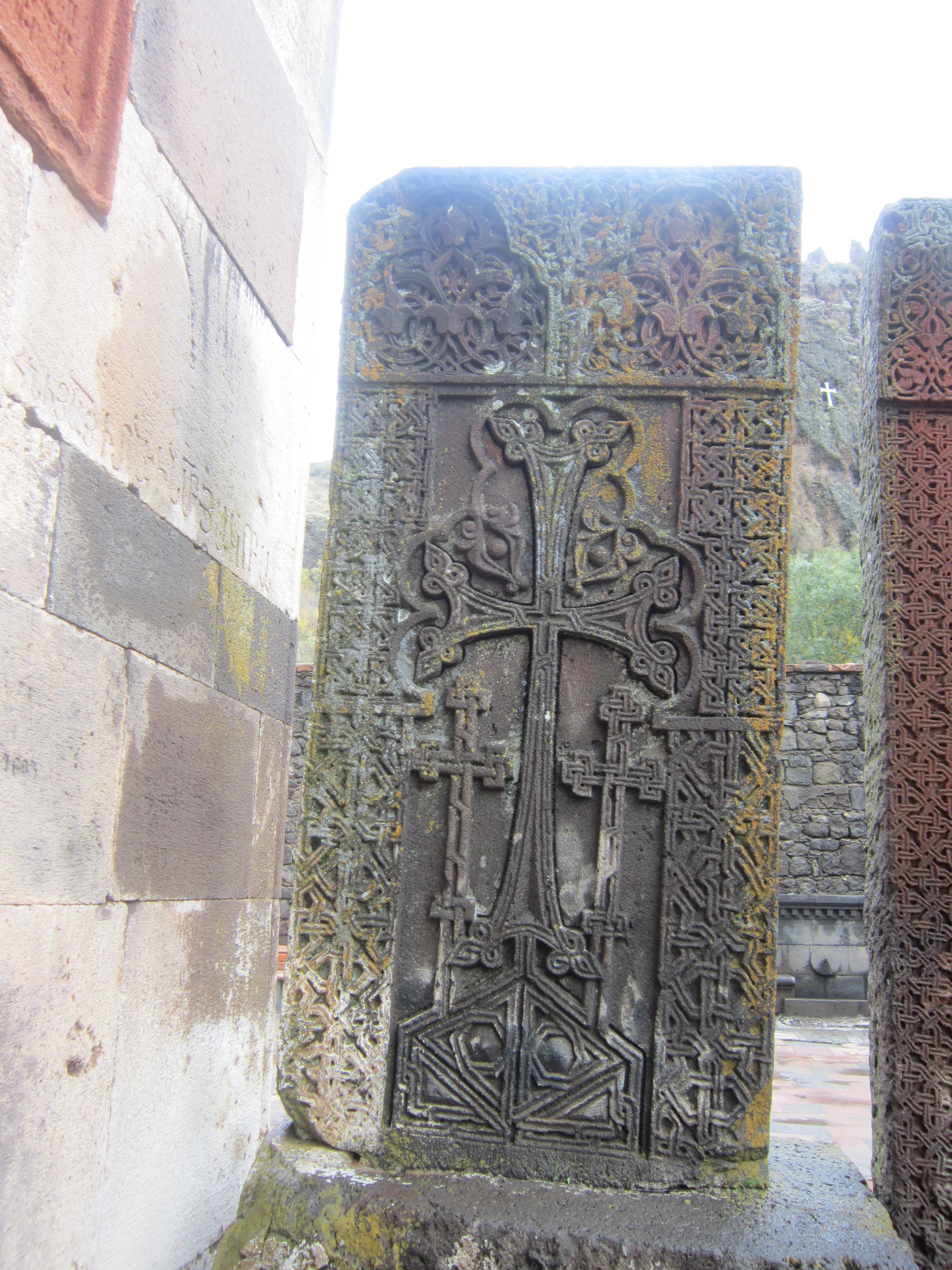
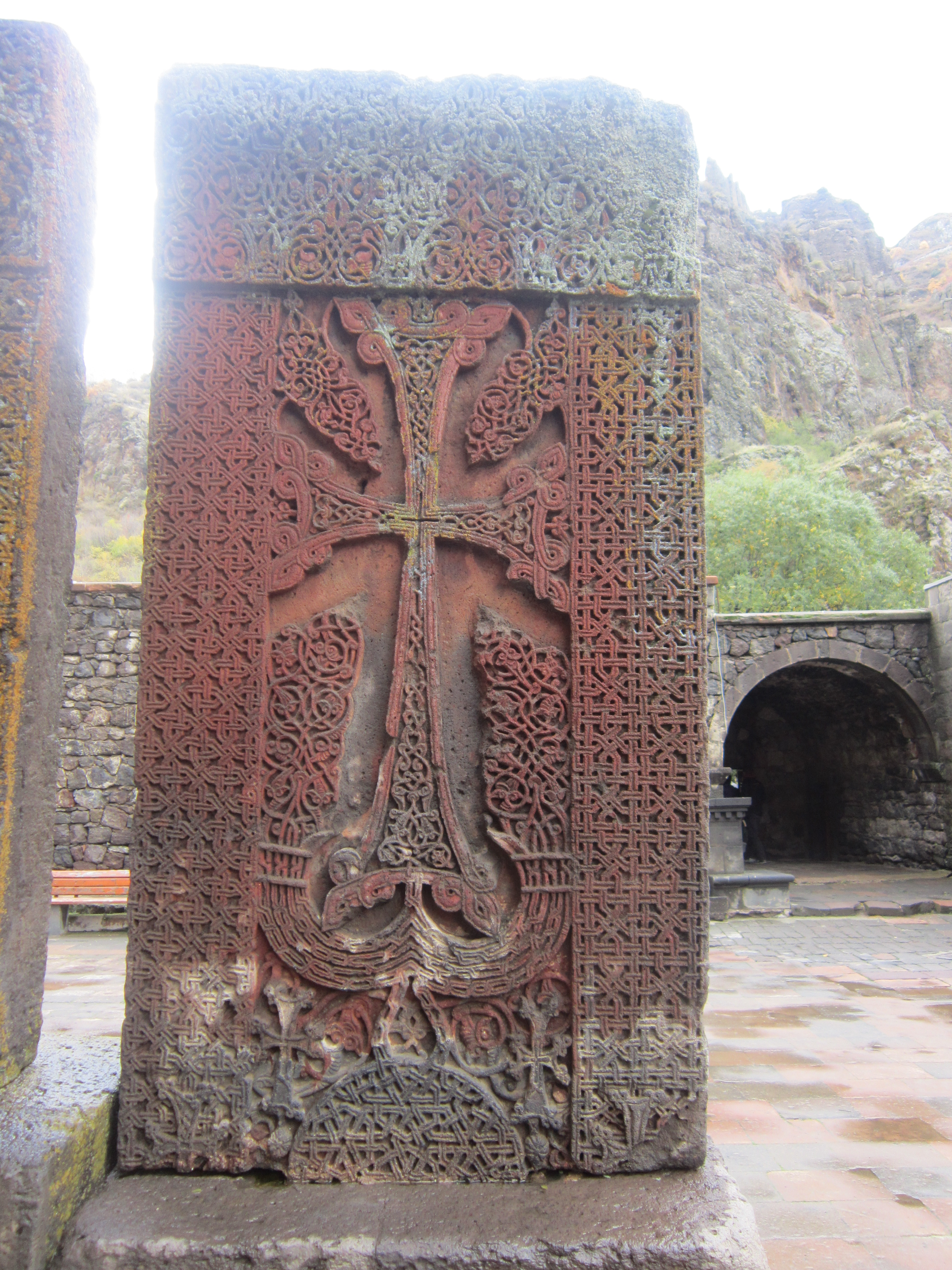
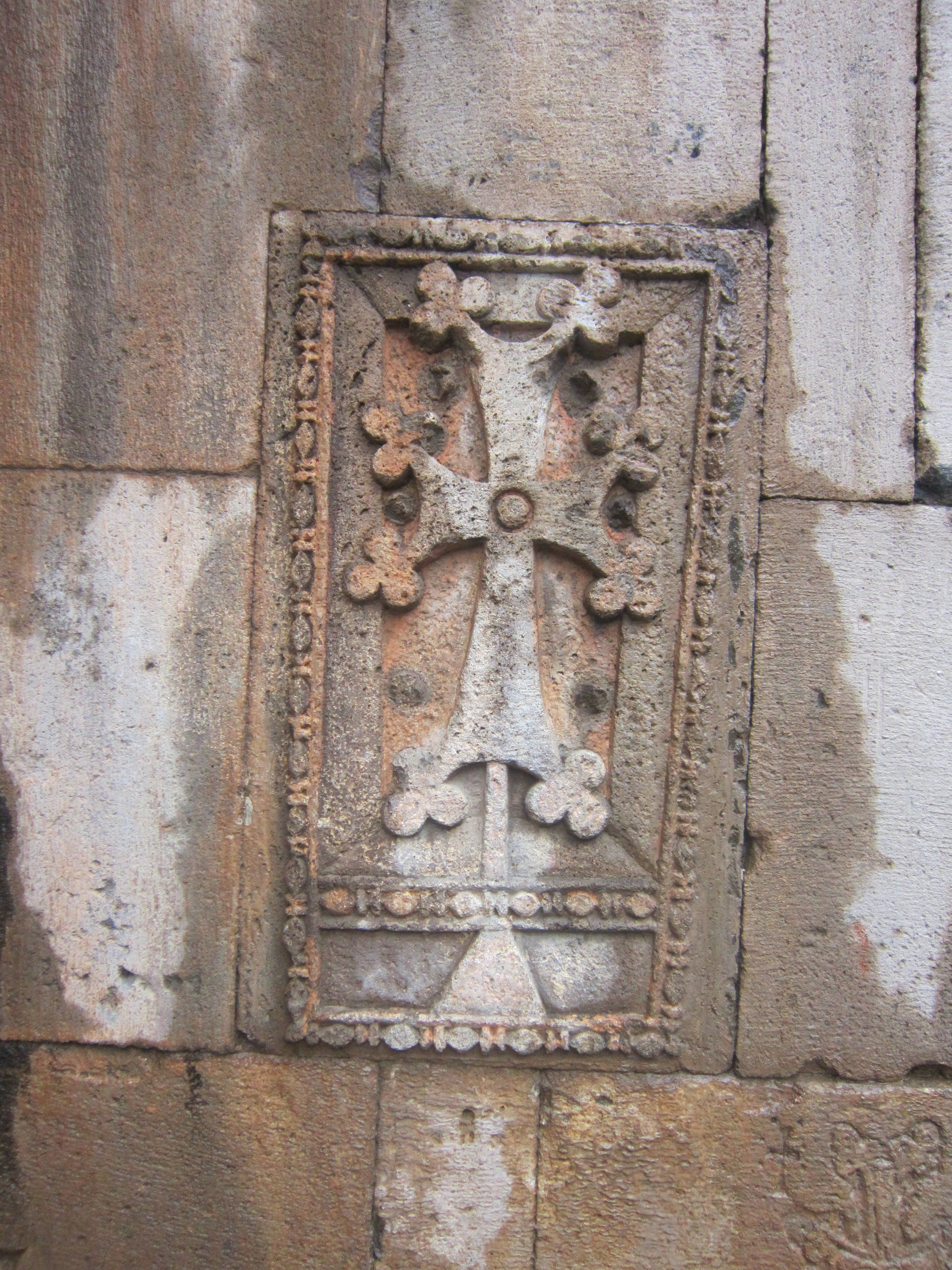
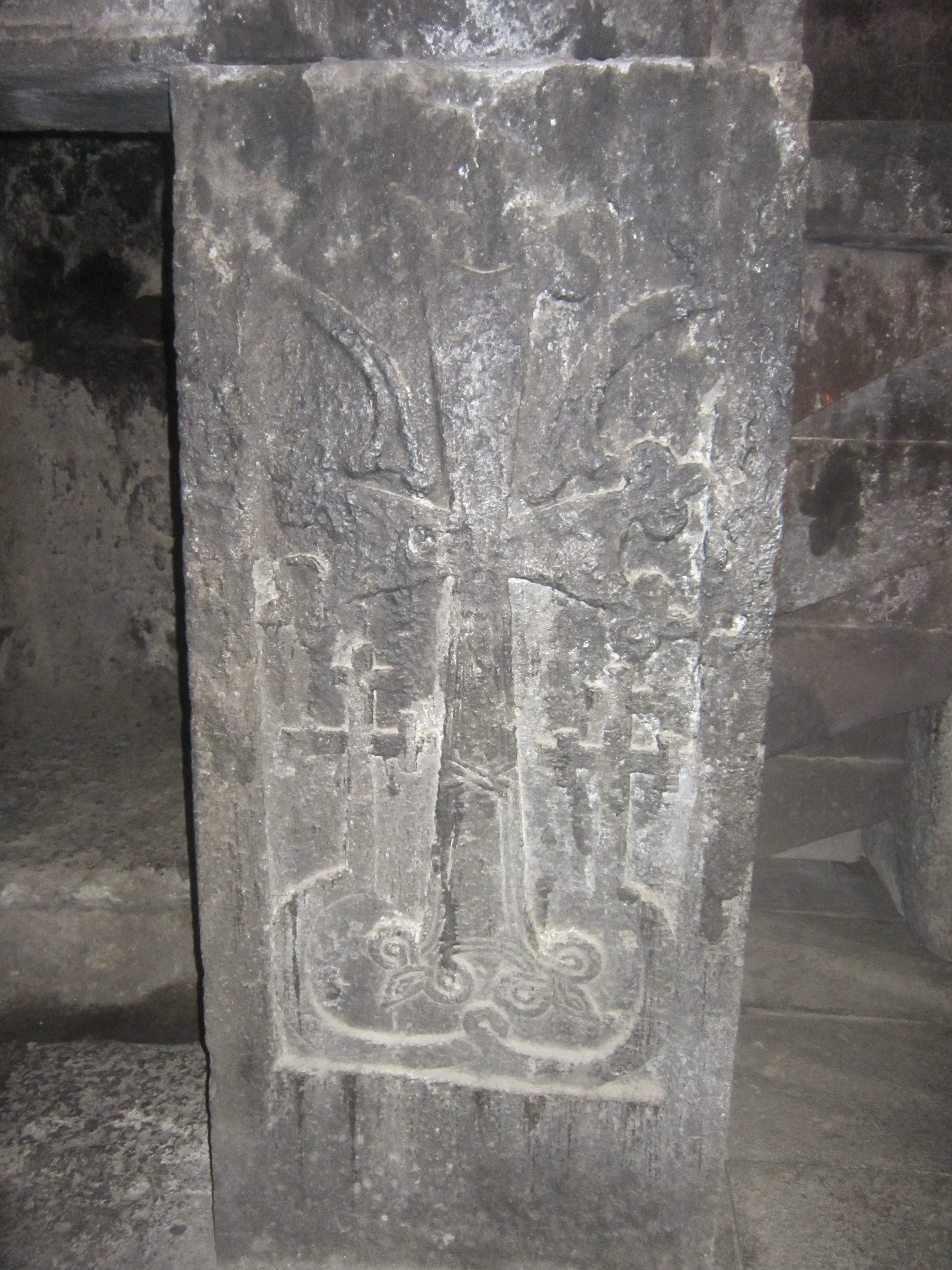
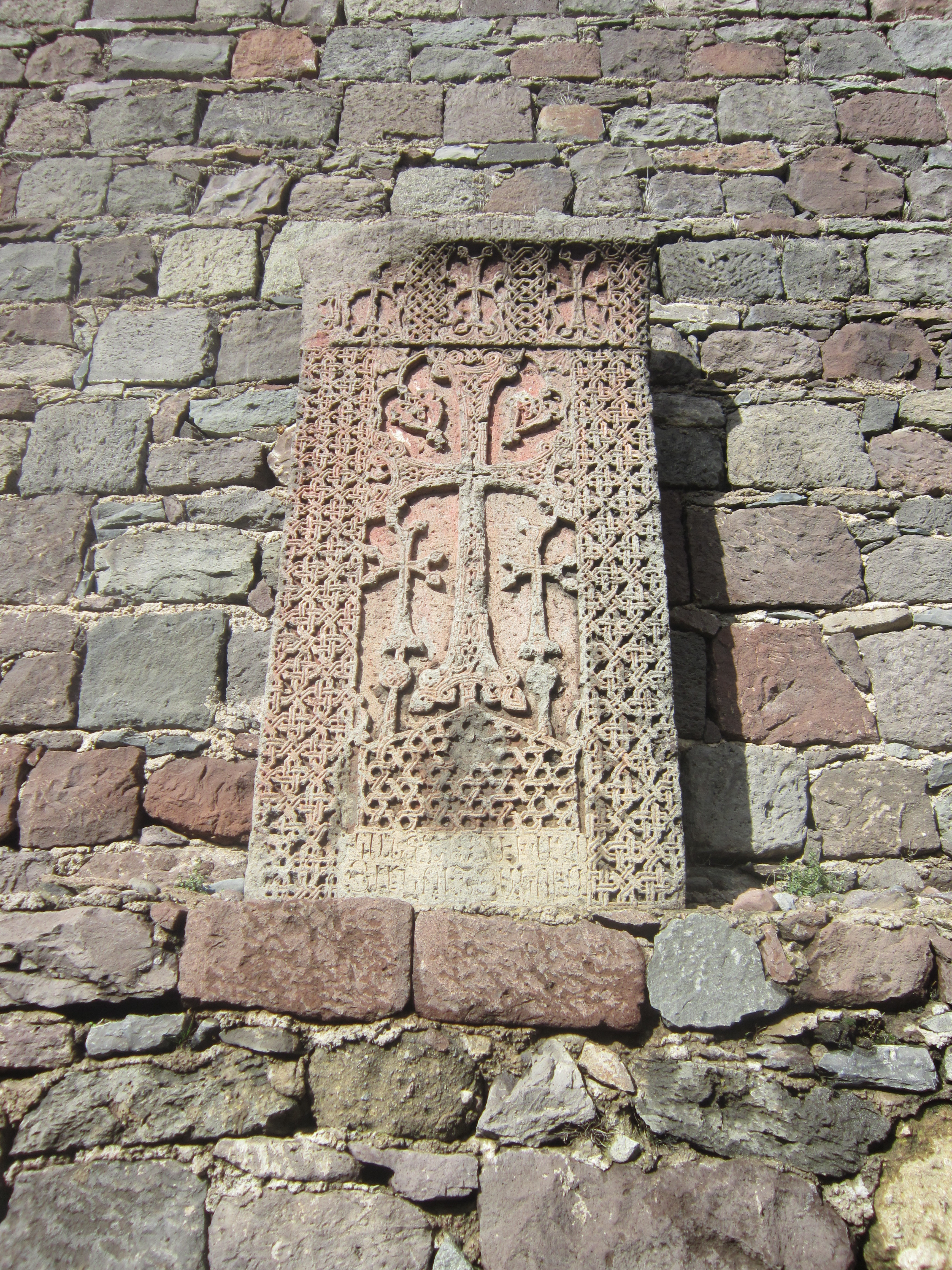
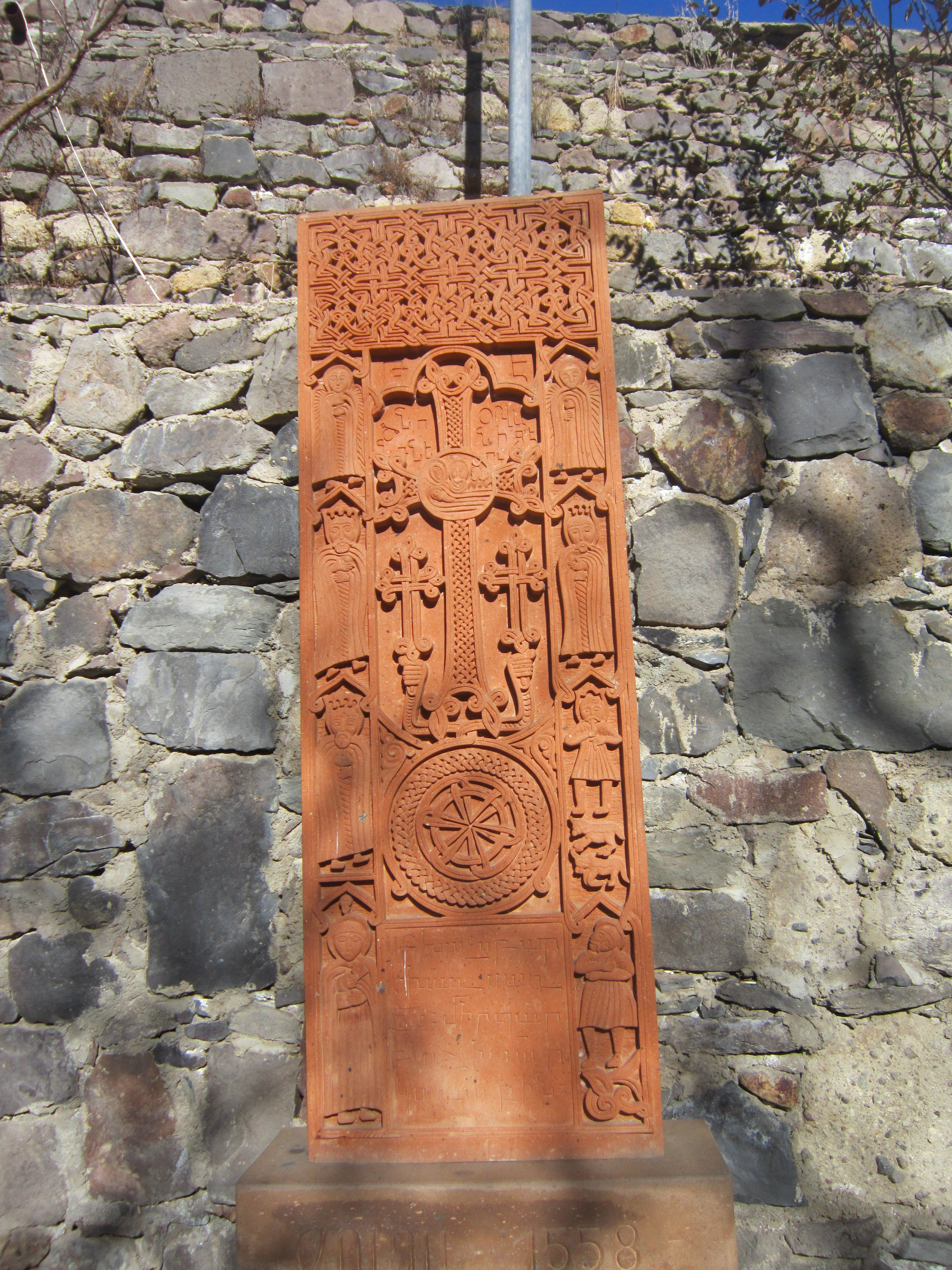
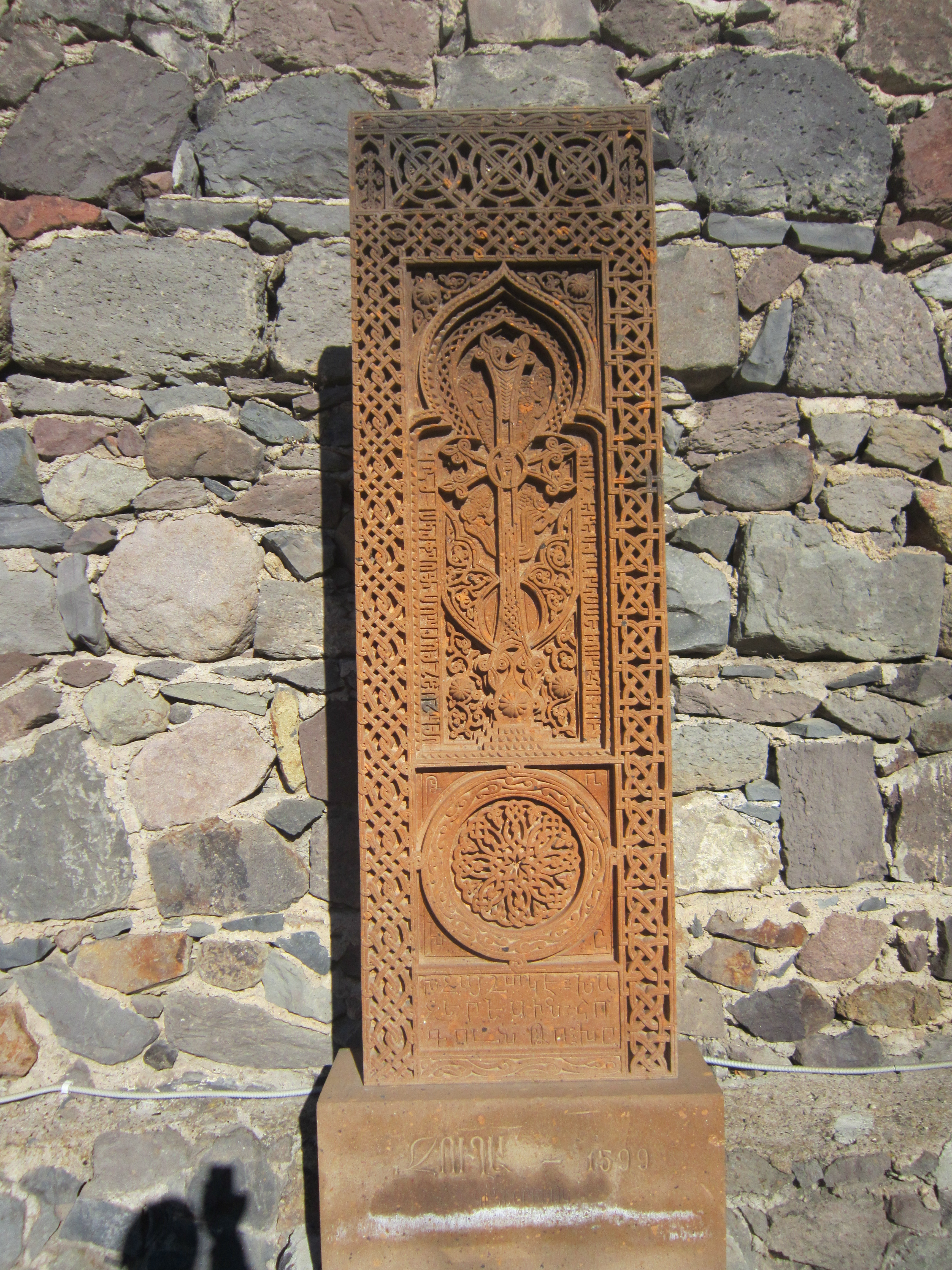
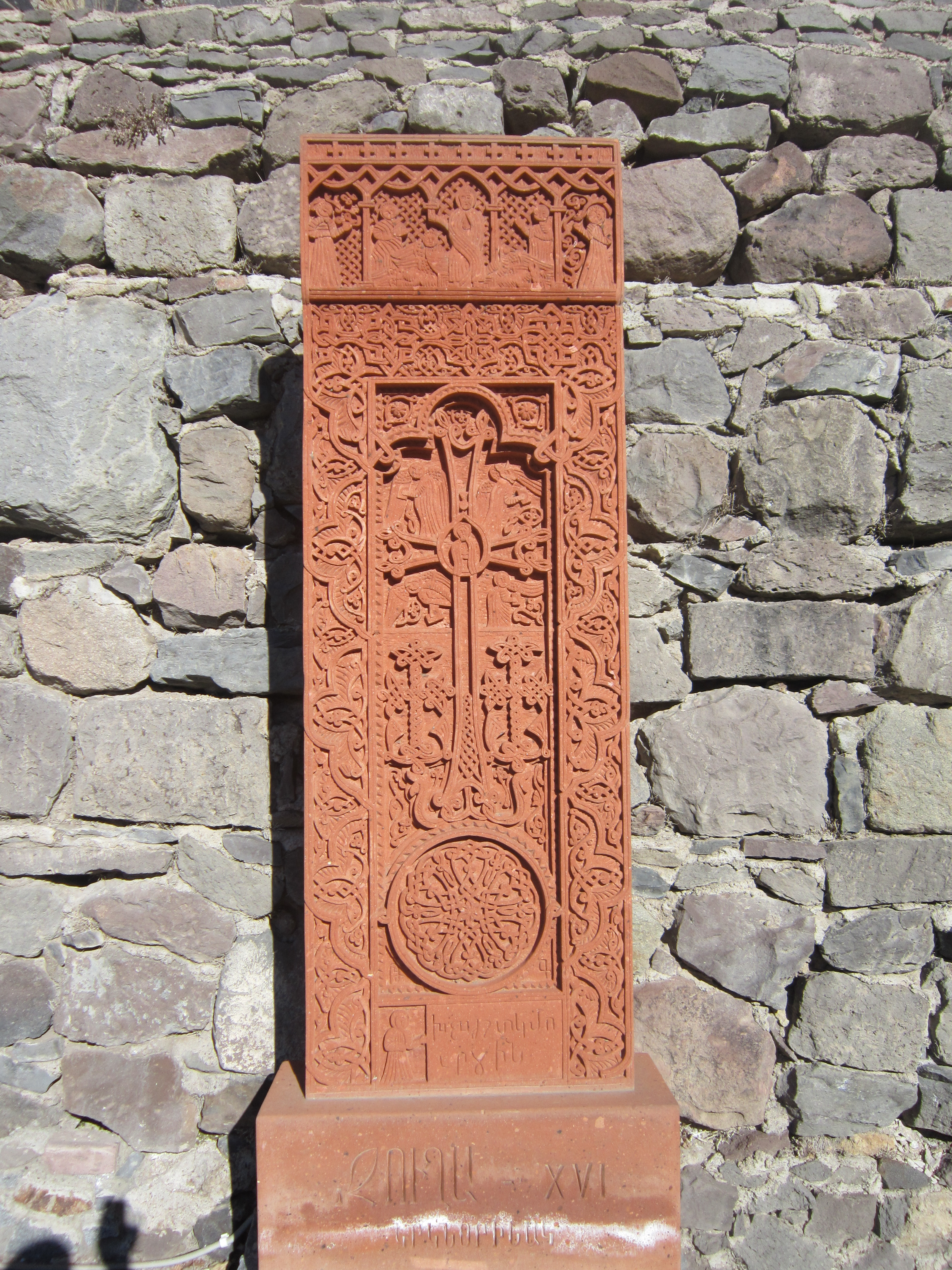

### Часовня Св. Григория
Часовня Св. Григория Просветителя (прежде, Часовня Богоматери) построена не позже 1177 года. Расположена над дорогой, в ста метрах от входа в монастырь. Часовня частично вырублена в твёрдой скале, и, вероятнее всего, на её структуру повлияла форма имевшейся там пещеры. Часовня, прямоугольная в плане и имеющая подковообразную апсиду, с востока и северо-востока примыкает к коридорам и пристройкам, вырытым на различных уровнях и даже один над другим.
Следы штукатурки с остатками фресок указывают на то, что в часовне имелись образцы настенной росписи. Хачкары с различными орнаментами вставлены во внешние стены, а также вырезаны на поверхности прилегающей скалы.

## Галерея

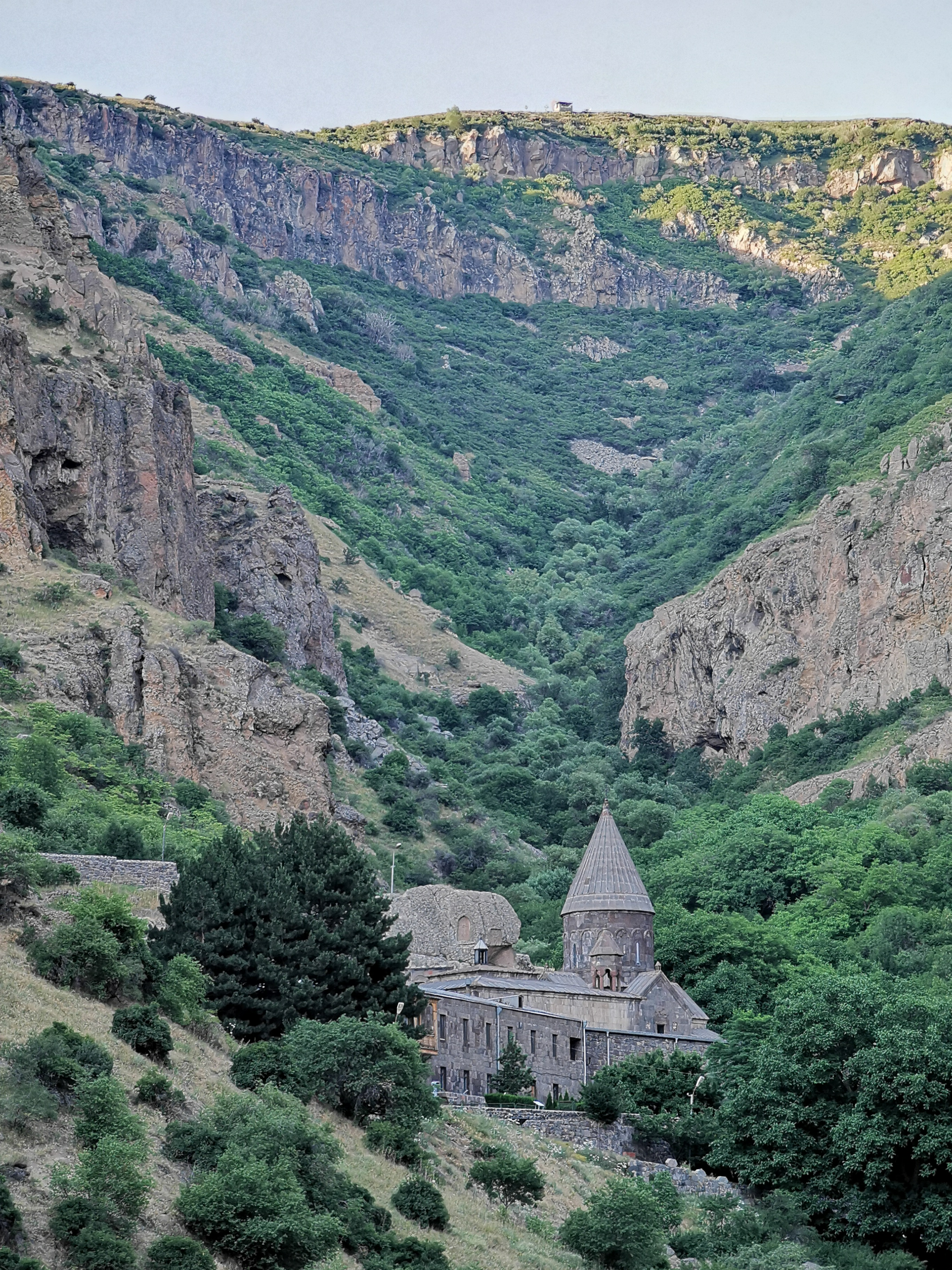
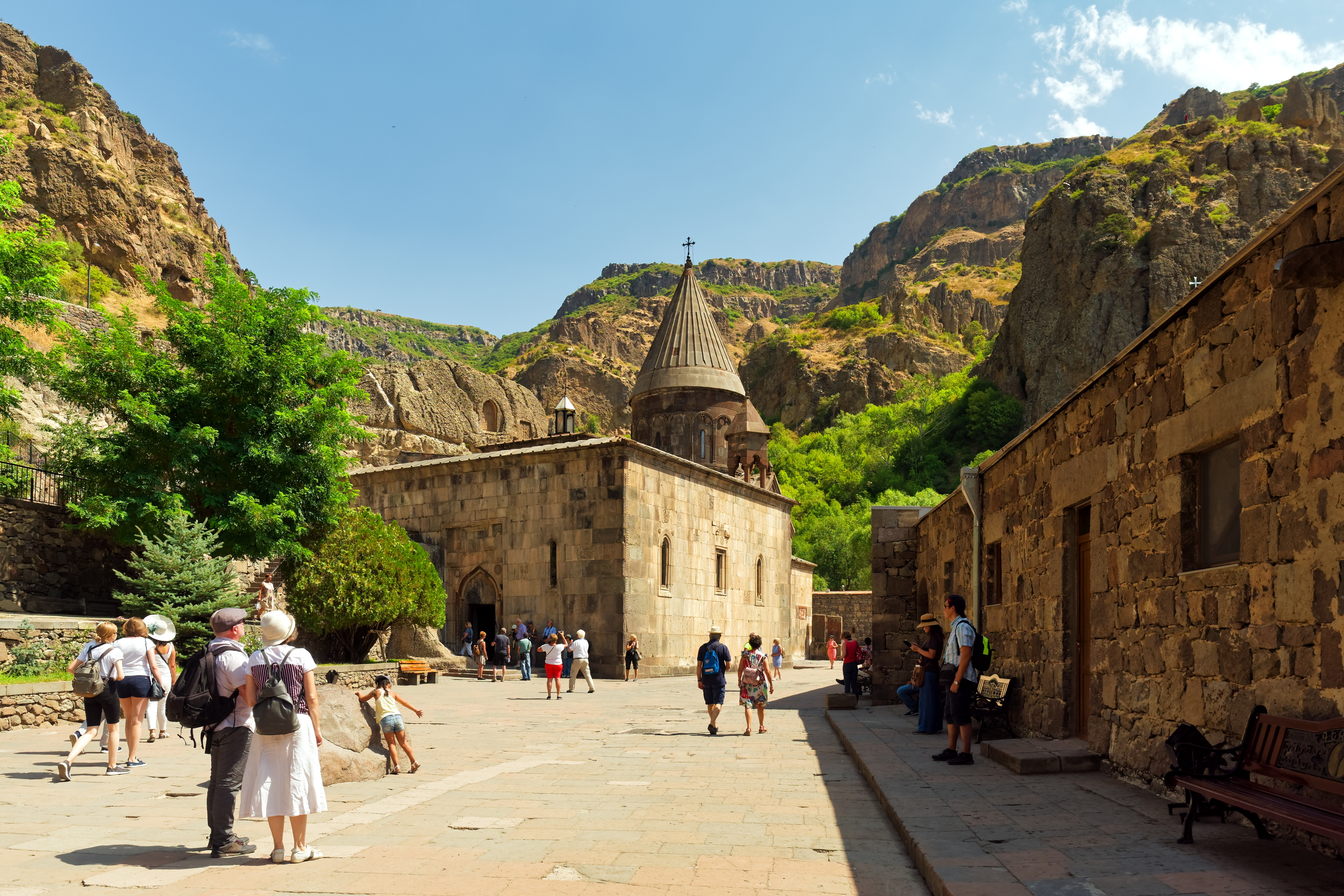
Вход в монастырский комплекс
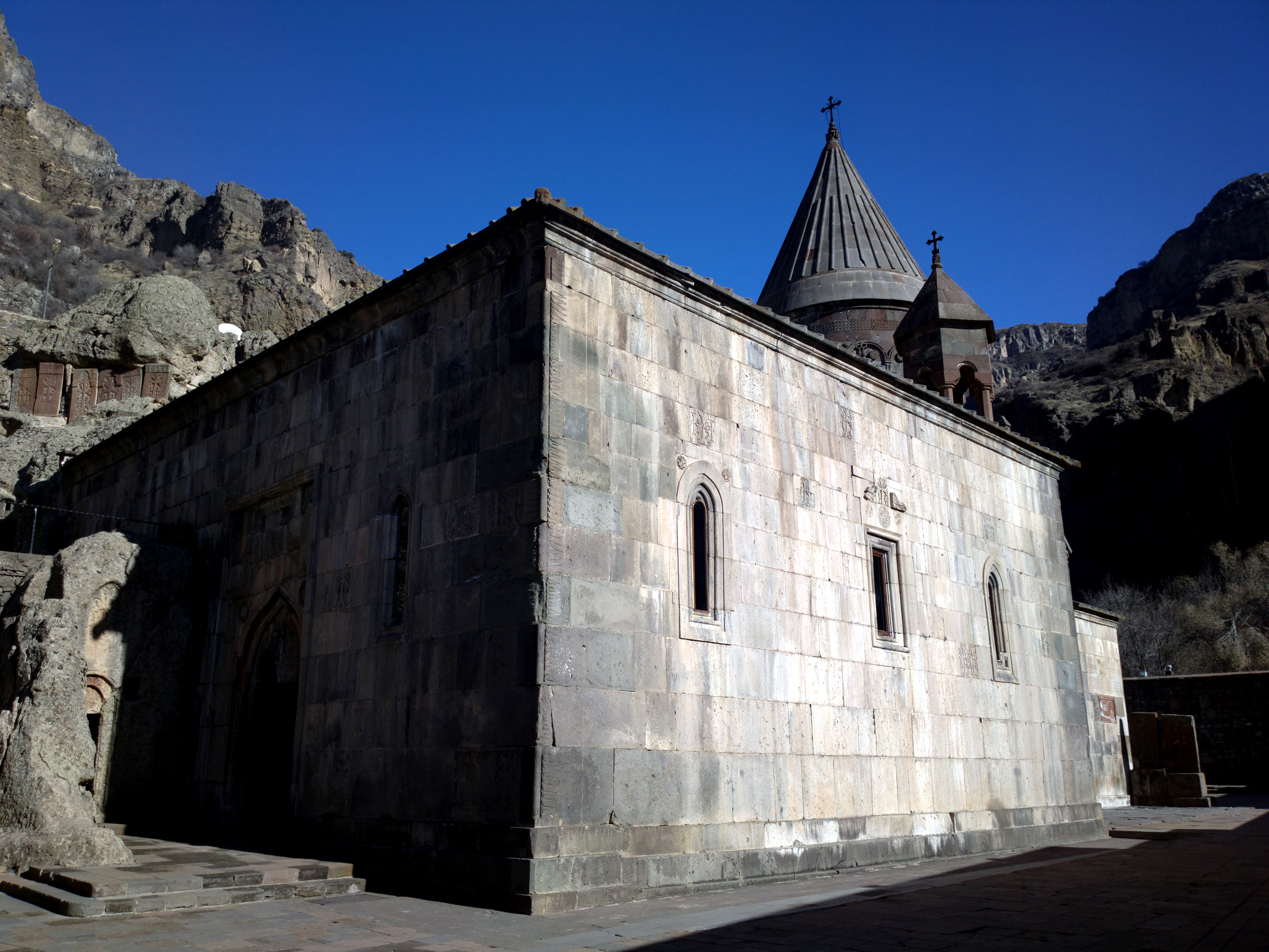
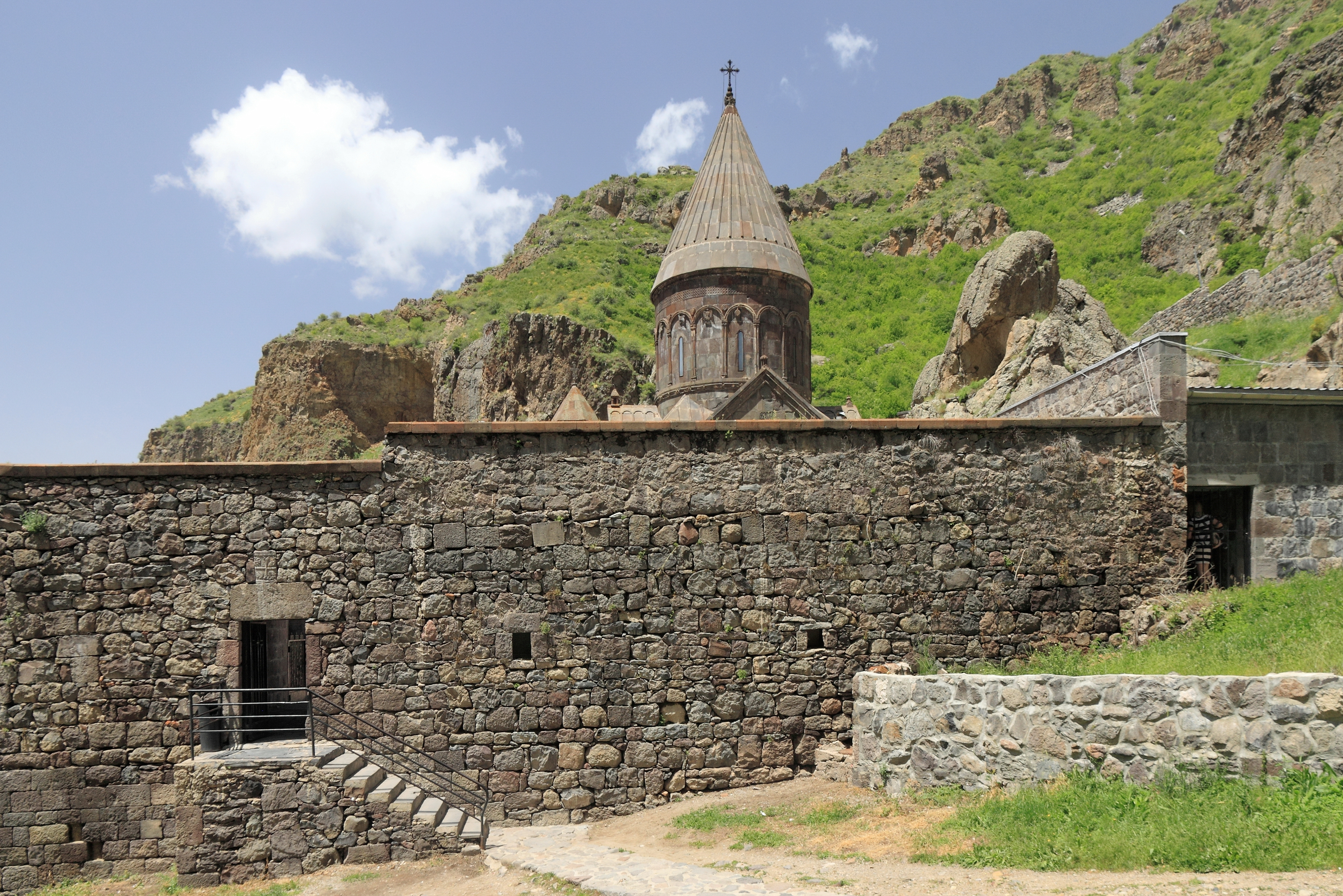
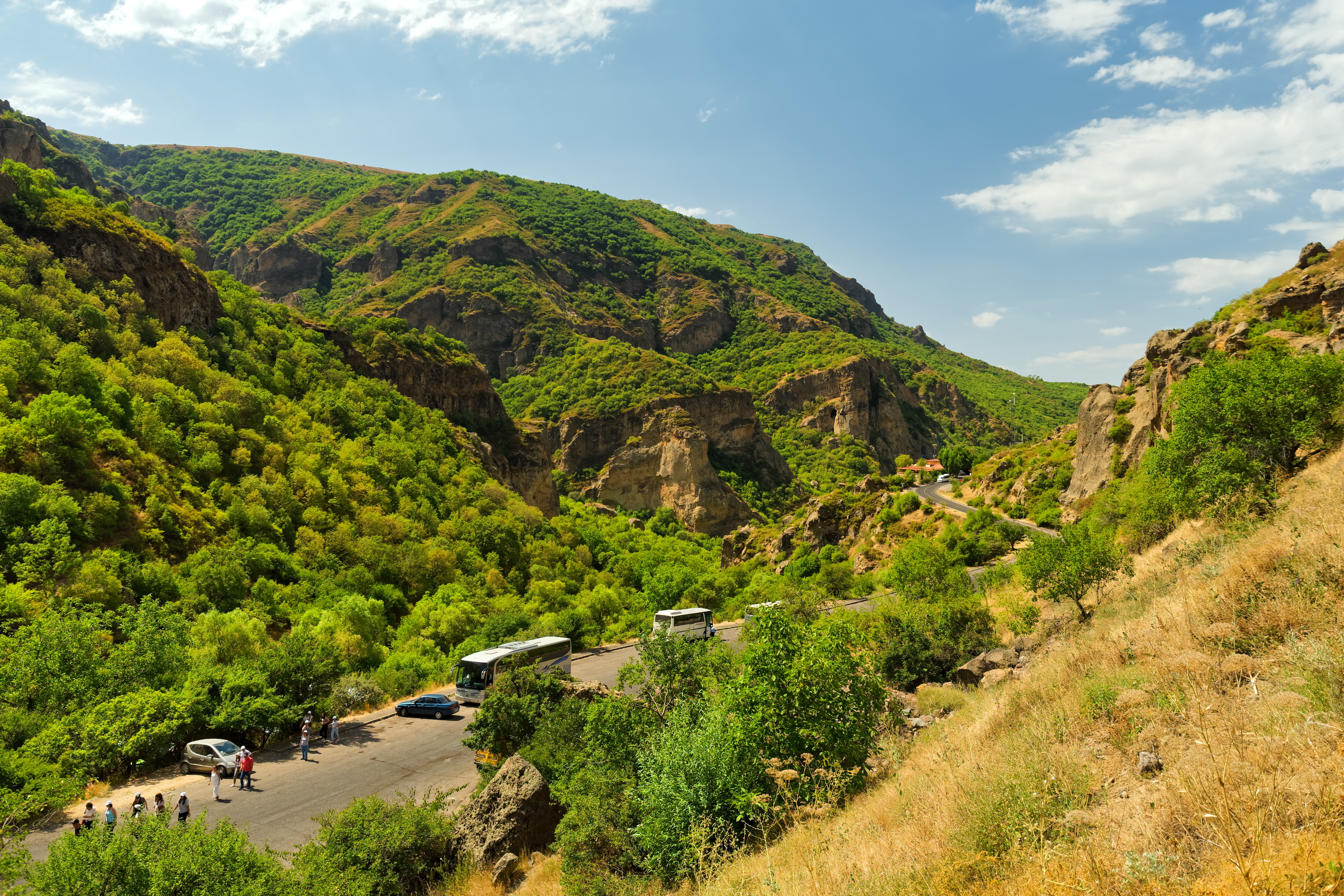
Природа в районе монастыря
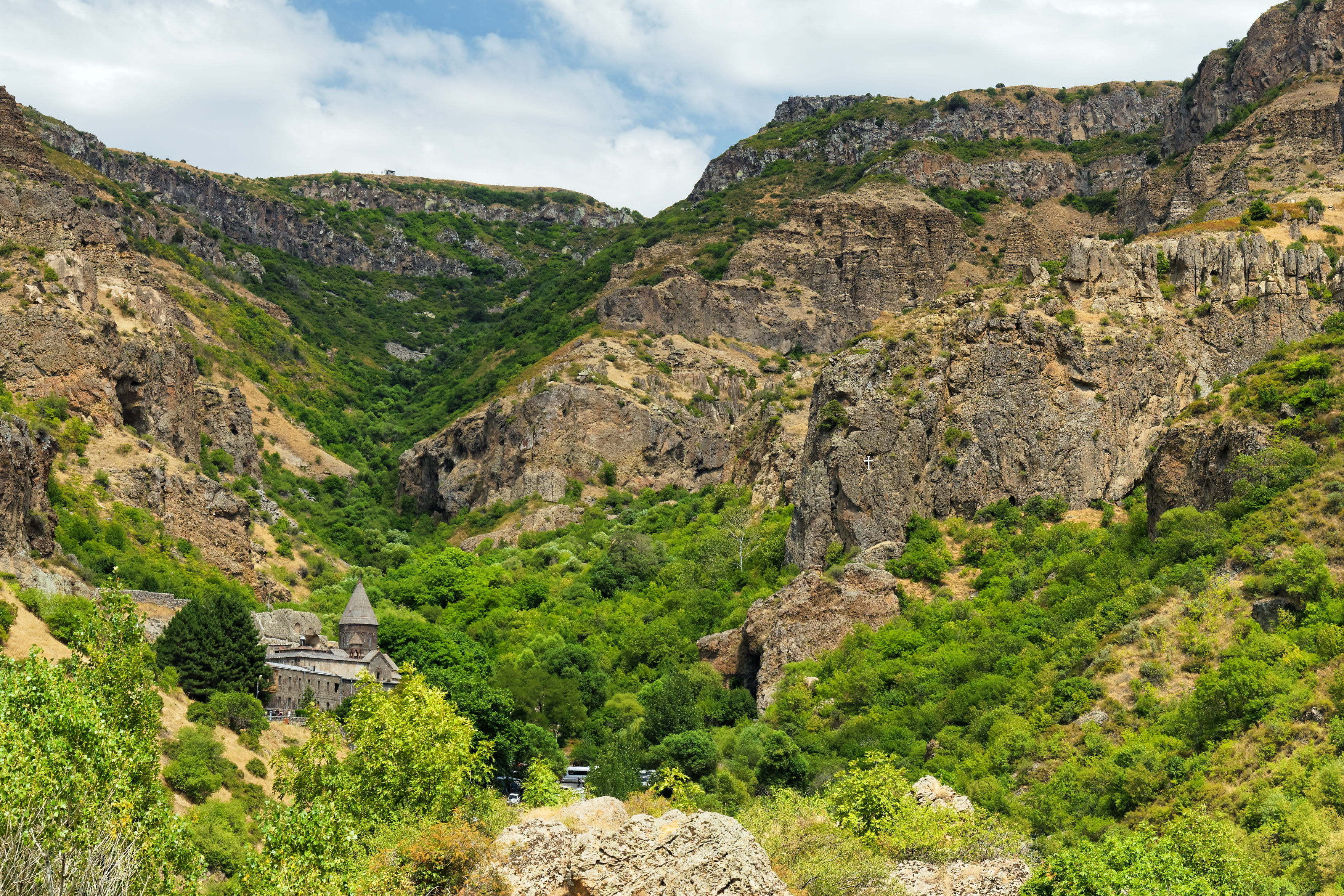
Природа в районе монастыря